# Băng Cốc
Băng Cốc hay Bangkok, tên cũ tiếng Việt là Vọng Các, tên chính thức trong tiếng Thái là Krung Thep Maha Nakhon, thường được gọi thông tục là Krung Thep, là thủ đô và đồng thời là thành phố đông dân nhất của Thái Lan. Băng Cốc có diện tích 1568,7 km² và nằm trong châu thổ sông Chao Phraya ở miền Trung Thái Lan với dân số khoảng 8 triệu người. Nếu tính cả vùng đô thị Băng Cốc thì dân số của thành phố lên đến hơn 14 triệu, chiếm hơn 1/5 dân số cả nước và vượt trội hơn tất cả những vùng đô thị khác ở Thái Lan. Băng Cốc cũng là một trong những thành phố lớn nhất trong khu vực Đông Nam Á và châu Á.
Từ một thị trấn nhỏ trong vương quốc Ayutthaya vào thế kỉ 15, Băng Cốc nhanh chóng mở rộng nhờ thương mại và trở thành nơi tọa lạc của 2 thủ đô là Thonburi vào năm 1768 và Rattanakosin năm 1782. Với vai trò thủ đô vương quốc Xiêm, Băng Cốc chứng kiến sự hiện đại hóa nhanh chóng của đất nước cùng những biến động chính trị lớn của Thái Lan từ thế kỉ 19 cho đến nay. Thành phố phát triển mạnh mẽ từ những năm 1960 đến 1980 và ngày nay đóng vai trò quan trọng hàng đầu về chính trị, kinh tế, giáo dục và truyền thông của nước Thái Lan hiện đại.
Sự bùng nổ kinh tế của khu vực Đông Nam Á những năm 1980 và 1990 đã thúc đẩy nhiều công ty đa quốc gia đặt trụ sở khu vực tại Băng Cốc. Băng Cốc hiện là một trung tâm kinh tế và tài chính trong khu vực. Thành phố đóng vai trò một điểm trung chuyển trong giao thông quốc tế và nổi lên như một đầu tàu trong lĩnh vực chăm sóc sức khỏe, nghệ thuật, thời trang và giải trí. Về du lịch, Băng Cốc nổi tiếng với nhịp sống về đêm sôi động và nhiều di tích lịch sử văn hóa.
Sự phát triển nhanh chóng của Băng Cốc trong quá trình phát triển và quy hoạch đô thị đã dẫn đến một cảnh quan đô thị không đồng nhất và các hệ thống cơ sở hạ tầng không đầy đủ. Các tuyến đường hạn chế, mặc dù có mạng lưới đường cao tốc rộng rãi, cùng với việc sử dụng xe hơi cá nhân cao, đã dẫn đến tắc nghẽn giao thông thường xuyên, gây ô nhiễm không khí trầm trọng vào những năm 1990. Kể từ đó Băng Cốc chuyển sang phương tiện giao thông công cộng nhằm nỗ lực giải quyết vấn đề lớn này. Năm tuyến đường vận chuyển nhanh hiện đang hoạt động, với nhiều hệ thống giao thông đang được chính phủ quốc gia và Cục Quản lý đô thị Băng Cốc xây dựng hoặc lên kế hoạch.

## Tên gọi
Lúc đầu, nơi này chỉ là một nơi buôn bán và cộng đồng dân cư cảng nhỏ, gọi là Bang Makok, để từ đó phục vụ cho Ayutthaya. Bởi vì vị trí chiến lược gần cửa sông, thị trấn này dần dần gia tăng tầm quan trọng. Băng Cốc ban đầu đóng vai trò như là một cảng tiền đồn với pháo đài ở cả hai bên bờ sông, và trở thành nơi bị bao vây vào năm 1688, với việc người Pháp bị đánh bật khỏi Xiêm. Tới khi Ayuttaya bị Miến Điện xâm chiếm năm 1767, vị vua mới Taksin đã xây dựng một thủ đô mới ở Thonburi (hiện nay là một phần của Băng Cốc) trên bờ tây sông Chao Phraya. Vua Rama I đã xây dựng cung điện trên bờ sông phía đông năm 1782 và đổi tên thành phố thành Krung Thep, nghĩa là "thành phố của các vị thần". Cái tên Băng Cốc thường chỉ được dùng để chỉ quận Thonburi, nhưng lại được đa số người nước ngoài dùng để chỉ cả thành phố. Ngoài ra, trong sử Việt còn có tên gọi là Vọng Các được sử dụng cho đến sau năm 1975 thì mới thay đổi phiên âm thành Băng-Cốc theo cách gọi quốc tế hiện nay.
Krung Thep, hay Krung Thep Maha Nakhon (กรุงเทพมหานคร), là viết tắt của tên chính rất dài, được liệt kê trong Kỷ lục thế giới Guinness là tên địa điểm dài nhất thế giới, với tổng cộng 168 chữ cái:
| “ | Krung Thep Maha Nakhon Amon Rattanakosin Mahinthara Ayutthaya Mahadilok Phop Noppharat Ratchathani Burirom Udom Ratchaniwet Mahasathan Amon Phiman Awatan Sathit Sakkathattiya Witsanu Kamprasit (กรุงเทพมหานคร อมรรัตนโกสินทร์ มหินทรายุธยามหาดิลก ภพนพรัตน์ ราชธานีบุรีรมย์ อุดมราชนิเวศน์ มหาสถาน อมรพิมาน อวตารสถิต สักกะทัตติยะ วิษณุกรรมประสิทธิ์) | ” |

Dịch nghĩa là: 
| “ | "Thành phố của các thánh thần, thành phố vĩ đại của những vị thần bất tử, thành phố châu báu tráng lệ của thần Indra, chiếc ngai vàng của đức vua Ayutthaya, thành phố của đền đài tráng lệ, thành phố của cung điện và lãnh địa hoành tráng nhất của Hoàng gia, ngôi nhà của thần Vishnu và tất cả các vị thần." | ” |

Ngày 15 tháng 2 năm 2022, Hội Hoàng gia Thái Lan tuyên bố sẽ đổi tên gọi chính thức của thủ đô trong các văn bản tiếng nước ngoài từ Băng Cốc (hay Băng Cốc) thành Krung Thep Maha Nakhon giống như tên gọi trong tiếng Thái. Tên gọi phổ biến ngoài Thái Lan hiện nay là Băng Cốc vẫn tiếp tục được công nhận, song không chính thức và được viết trong dấu ngoặc đơn sau tên chính thức "Krung Thep Maha Nakhon (Băng Cốc)".
Thành phố hiện được biết đến chính thức bằng tiếng Thái dưới dạng rút gọn của tên nghi lễ đầy đủ, Krung Thep Maha Nakhon, được rút ngắn một cách thông tục thành Krung Thep (thành phố của các vị thần). Krung, กรุง là một từ tiếng Thái có nguồn gốc Môn–Khmer, có nghĩa là 'kinh đô, vua', trong khi thep, เทพ là từ tiếng Pali/tiếng Phạn, có nghĩa là 'vị thần' hoặc 'thần thánh' và tương ứng deva.

## Lịch sử

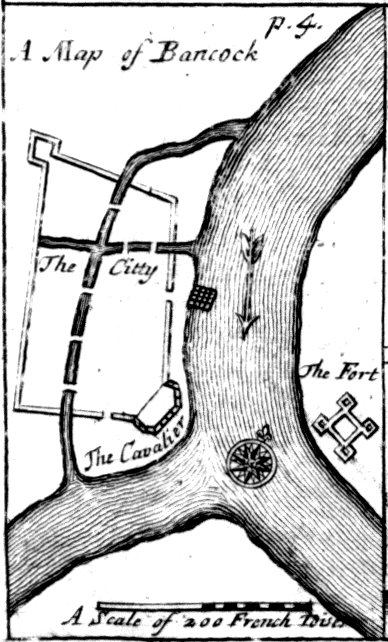
Bản đồ Bangkok vào thế kỉ XVII

Nền kinh tế của Băng Cốc dần dần mở rộng thông qua thương mại quốc tế, đầu tiên là với Trung Quốc, sau đó với các thương gia phương Tây quay trở lại vào đầu thế kỷ 19. Là thủ đô, Băng Cốc là trung tâm của sự hiện đại hóa của Xiêm khi nó phải đối mặt với áp lực từ các cường quốc phương Tây vào cuối thế kỷ 19. Triều đại của vua Mongkut (Rama IV, 1851-1868) và Chulalongkorn (Rama V, 1868-1910) đã chứng kiến sự ra đời của động cơ hơi nước, in ấn, giao thông đường sắt và cơ sở hạ tầng tiện ích ở Băng Cốc, cũng như giáo dục và chăm sóc sức khoẻ. Băng Cốc đã trở thành sân khấu trung tâm cho cuộc đấu tranh quyền lực giữa quân đội và chính trị ưu tú khi đất nước xóa bỏ chế độ quân chủ tuyệt đối vào năm 1932. Thành phố chịu sự chiếm đóng của đế quốc Nhật Bản và đồng minh ném bom trong chiến tranh thế giới thứ hai, nhưng nhanh chóng tăng trưởng trong thời kỳ hậu chiến tranh nhờ sự trợ giúp phát triển của Hoa Kỳ và đầu tư do chính phủ tài trợ. Vai trò của Băng Cốc đối với R & R là một điểm đến quân sự R & R của Mỹ thúc đẩy ngành du lịch của nó cũng như thiết lập vững chắc thành phố như một điểm đến du lịch tình dục. Phát triển đô thị không cân xứng dẫn đến sự bất bình đẳng về thu nhập và di cư chưa từng có từ khu vực nông thôn vào Băng Cốc; dân số tăng từ 1,8 triệu lên 3 triệu người trong thập niên 1960. Sau khi Hoa Kỳ rút khỏi Việt Nam năm 1973, các doanh nghiệp Nhật Bản đã tiếp quản các nhà lãnh đạo trong đầu tư, và việc mở rộng sản xuất theo định hướng xuất khẩu đã dẫn đến sự tăng trưởng của thị trường tài chính ở Băng Cốc. Sự phát triển nhanh chóng của thành phố tiếp tục trong những năm 1980 và đầu những năm 1990, cho đến khi nó bị đình trệ bởi cuộc khủng hoảng tài chính châu Á 1997. Đến lúc đó, nhiều vấn đề xã hội và công cộng đã xuất hiện, trong đó có sự căng thẳng về cơ sở hạ tầng được phản ánh trong ùn tắc giao thông khét tiếng của thành phố. Vai trò của Băng Cốc là giai đoạn chính trị của quốc gia tiếp tục được thấy trong các cuộc biểu tình nổi tiếng, từ những cuộc nổi dậy của sinh viên vào năm 1973 và 1976, các cuộc biểu tình chống quân sự vào năm 1992 và các cuộc biểu tình chống chính phủ liên tiếp của các nhóm đối lập từ năm 2008 trở đi.
Hành chính của thành phố lần đầu tiên được vua Chulalongkorn chính thức hóa vào năm 1906, với việc thành lập Monthon Krung Thep Phra Maha Nakhon (มณฑล กรุงเทพ พระ มหานคร) như một phân khu quốc gia. Vào năm 1915, monthon được chia thành nhiều tỉnh, ranh giới hành chính đã bị thay đổi. Thành phố dưới hình thức hiện tại của nó được thành lập năm 1972 với sự hình thành của Thủ đô Băng Cốc (BMA), sau khi sáp nhập tỉnh Phra Nakhon trên bờ phía đông của Chao Phraya và Thonburi về phía tây trong năm trước.

## Địa lý

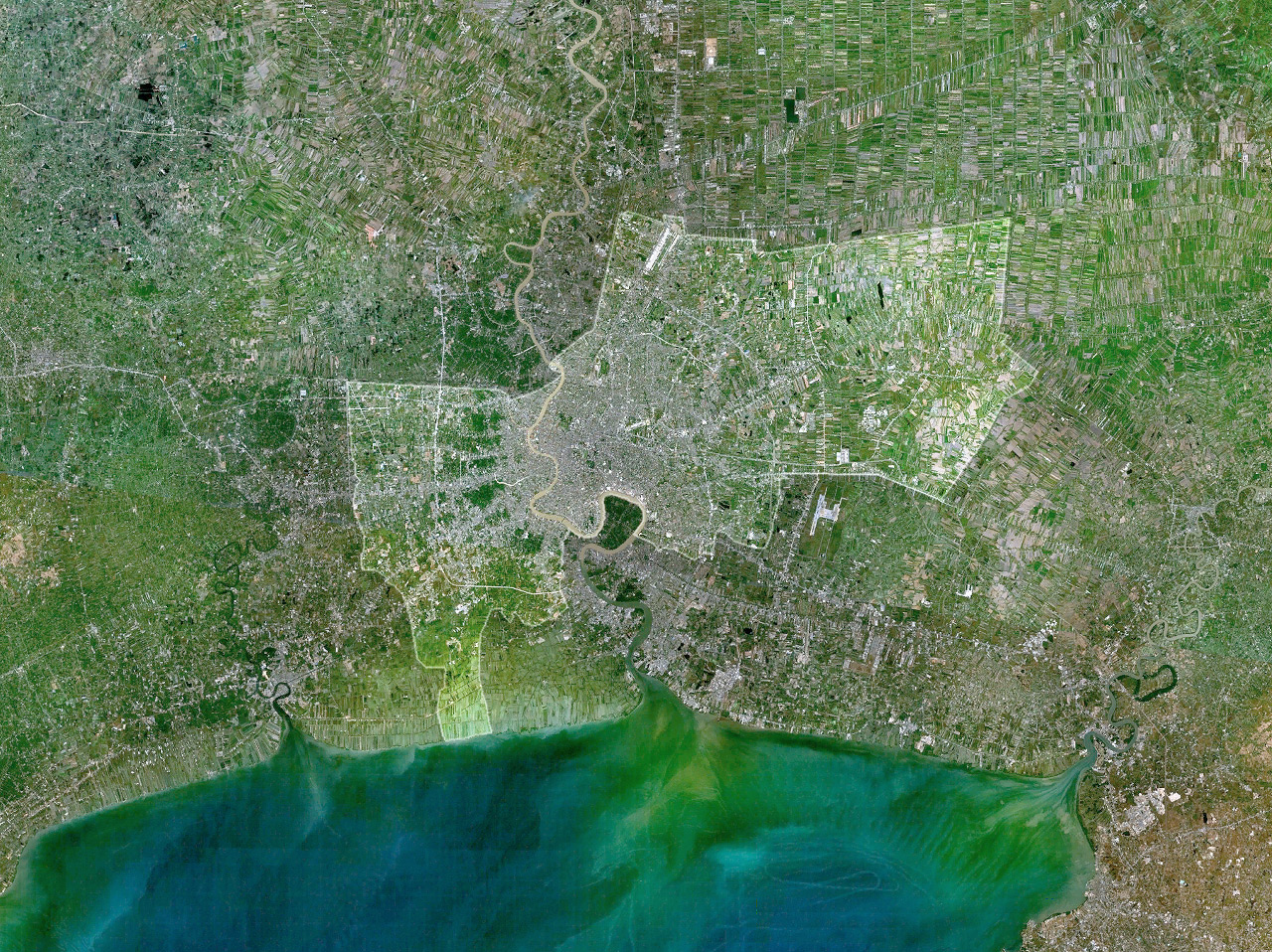
Băng Cốc nhìn từ vệ tinh

Băng Cốc nằm ở miền Trung Thái Lan. Tổng diện tích của thủ đô Băng Cốc là 1568,737 km², đứng hạng 69 trong số 76 tỉnh của Thái Lan. Trong đó, khoảng 700 km² là những vùng đô thị đã được xây dựng. Thành phố đứng thứ 73 trong các thành phố đô thị có diện tích lớn nhất thế giới. Sự phát triển nhanh chóng của dân số thủ đô khiến hệ thống đô thị của Băng Cốc được mở rộng sang các tỉnh lân cận như Nonthaburi, Pathum Thani, Chachoengsao, Samut Prakan và Nakhon Pathom. Ngoại trừ tỉnh Chachoengsao, các tỉnh còn lại cùng với Băng Cốc được gọi là vùng đô thị Băng Cốc vì tốc độ đô thị hóa chóng mặt của nó.

### Khí hậu
Giống như hầu hết các khu vực khác ở Thái Lan, Băng Cốc có khí hậu xavan dưới sự phân loại khí hậu Köppen và chịu ảnh hưởng của hệ thống gió mùa khu vực Đông Nam Á. Thành phố trải qua 3 mùa khô, mưa và mát mẻ, mặc dù nhiệt độ quanh năm phần lớn khá nóng, từ mức trung bình thấp 22 °C vào tháng 12 tới mức trung bình cao 35.4 °C vào tháng Tư. Mùa mưa bắt đầu với sự xuất hiện của gió mùa Tây Nam vào khoảng giữa tháng 5. Tháng 9 là tháng ẩm ướt nhất, với lượng mưa trung bình là 334,3mm. Mùa mưa kéo dài đến tháng 10, khi gió mùa đông khô và lạnh kéo dài đến tháng hai. Mùa khô nói chung là nóng và ít mưa, nhưng đôi khi cũng xuất hiện những cơn bão mùa hè.
| Dữ liệu khí hậu của Bangkok (1981–2010)                                                   | Dữ liệu khí hậu của Bangkok (1981–2010) | Dữ liệu khí hậu của Bangkok (1981–2010) | Dữ liệu khí hậu của Bangkok (1981–2010) | Dữ liệu khí hậu của Bangkok (1981–2010) | Dữ liệu khí hậu của Bangkok (1981–2010) | Dữ liệu khí hậu của Bangkok (1981–2010) | Dữ liệu khí hậu của Bangkok (1981–2010) | Dữ liệu khí hậu của Bangkok (1981–2010) | Dữ liệu khí hậu của Bangkok (1981–2010) | Dữ liệu khí hậu của Bangkok (1981–2010) | Dữ liệu khí hậu của Bangkok (1981–2010) | Dữ liệu khí hậu của Bangkok (1981–2010) | Dữ liệu khí hậu của Bangkok (1981–2010) |
| Tháng                                                                                     | 1                                       | 2                                       | 3                                       | 4                                       | 5                                       | 6                                       | 7                                       | 8                                       | 9                                       | 10                                      | 11                                      | 12                                      | Năm                                     |
| ----------------------------------------------------------------------------------------- | --------------------------------------- | --------------------------------------- | --------------------------------------- | --------------------------------------- | --------------------------------------- | --------------------------------------- | --------------------------------------- | --------------------------------------- | --------------------------------------- | --------------------------------------- | --------------------------------------- | --------------------------------------- | --------------------------------------- |
| Cao kỉ lục °C (°F)                                                                        | 37.6 (99.7)                             | 38.8 (101.8)                            | 40.1 (104.2)                            | 40.2 (104.4)                            | 39.7 (103.5)                            | 38.3 (100.9)                            | 37.9 (100.2)                            | 38.5 (101.3)                            | 37.2 (99.0)                             | 37.9 (100.2)                            | 38.8 (101.8)                            | 37.1 (98.8)                             | 40.2 (104.4)                            |
| Trung bình ngày tối đa °C (°F)                                                            | 32.5 (90.5)                             | 33.3 (91.9)                             | 34.3 (93.7)                             | 35.4 (95.7)                             | 34.4 (93.9)                             | 33.6 (92.5)                             | 33.2 (91.8)                             | 32.9 (91.2)                             | 32.8 (91.0)                             | 32.6 (90.7)                             | 32.4 (90.3)                             | 31.7 (89.1)                             | 33.3 (91.9)                             |
| Trung bình ngày °C (°F)                                                                   | 27.0 (80.6)                             | 28.3 (82.9)                             | 29.5 (85.1)                             | 30.5 (86.9)                             | 29.9 (85.8)                             | 29.5 (85.1)                             | 29.0 (84.2)                             | 28.8 (83.8)                             | 28.3 (82.9)                             | 28.1 (82.6)                             | 27.8 (82.0)                             | 26.5 (79.7)                             | 28.6 (83.5)                             |
| Tối thiểu trung bình ngày °C (°F)                                                         | 22.6 (72.7)                             | 24.4 (75.9)                             | 25.9 (78.6)                             | 26.9 (80.4)                             | 26.3 (79.3)                             | 26.1 (79.0)                             | 25.7 (78.3)                             | 25.5 (77.9)                             | 25.0 (77.0)                             | 24.8 (76.6)                             | 23.9 (75.0)                             | 22.0 (71.6)                             | 24.9 (76.8)                             |
| Thấp kỉ lục °C (°F)                                                                       | 9.9 (49.8)                              | 14.0 (57.2)                             | 15.7 (60.3)                             | 20.0 (68.0)                             | 21.1 (70.0)                             | 21.1 (70.0)                             | 21.8 (71.2)                             | 21.8 (71.2)                             | 21.1 (70.0)                             | 18.3 (64.9)                             | 15.0 (59.0)                             | 10.5 (50.9)                             | 10.0 (50.0)                             |
| Lượng mưa trung bình mm (inches)                                                          | 13.3 (0.52)                             | 20.0 (0.79)                             | 42.1 (1.66)                             | 91.4 (3.60)                             | 247.7 (9.75)                            | 157.1 (6.19)                            | 175.1 (6.89)                            | 219.3 (8.63)                            | 334.3 (13.16)                           | 292.1 (11.50)                           | 49.5 (1.95)                             | 6.3 (0.25)                              | 1.648,2 (64.89)                         |
| Số ngày mưa trung bình                                                                    | 1.8                                     | 2.4                                     | 3.6                                     | 6.6                                     | 16.4                                    | 16.3                                    | 17.4                                    | 19.6                                    | 21.2                                    | 17.7                                    | 5.8                                     | 1.1                                     | 129.9                                   |
| Độ ẩm tương đối trung bình (%)                                                            | 68                                      | 72                                      | 72                                      | 72                                      | 75                                      | 74                                      | 75                                      | 76                                      | 79                                      | 78                                      | 70                                      | 66                                      | 73                                      |
| Số giờ nắng trung bình tháng                                                              | 272.8                                   | 251.4                                   | 269.7                                   | 258.0                                   | 217.0                                   | 177.0                                   | 170.5                                   | 161.2                                   | 156.0                                   | 198.4                                   | 234.0                                   | 263.5                                   | 2.623,8                                 |
| Nguồn 1: Thai Meteorological Department, độ ẩm (1981 – 2010): RID; mưa (1981 – 2010): RID |                                         |                                         |                                         |                                         |                                         |                                         |                                         |                                         |                                         |                                         |                                         |                                         |                                         |
| Nguồn 2: Pogodaiklimat.ru (Cao kỉ lục/Thấp kỉ lục) NOAA (nắng, 1961–1990)                 |                                         |                                         |                                         |                                         |                                         |                                         |                                         |                                         |                                         |                                         |                                         |                                         |                                         |

## Phân chia hành chính
Băng Cốc được chia thành các quận (เขต khet). Các quận lại được chia thành 154 phường (แขวง khwaeng).

## Kinh tế

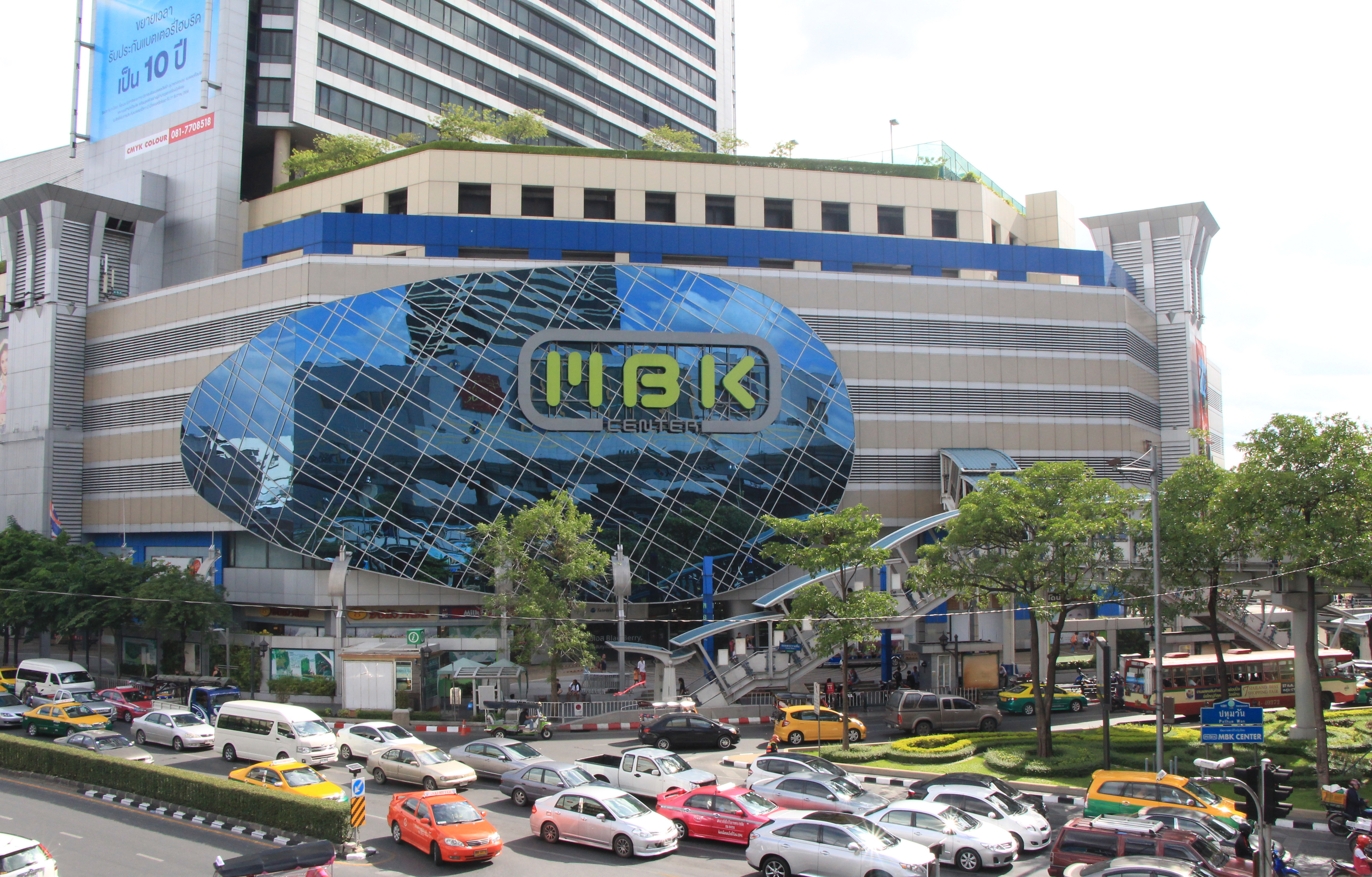
Trung tâm thương mại MBK nhìn từ bên ngoài

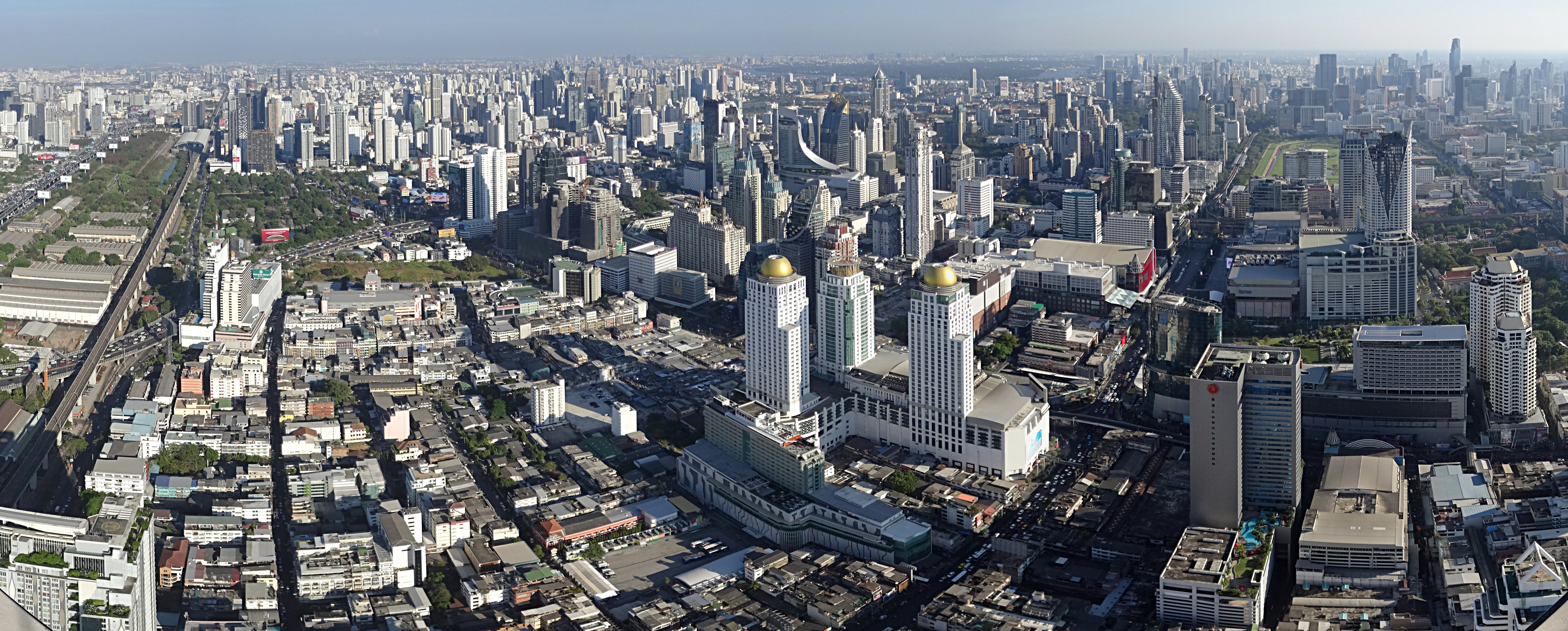
Băng Cốc chụp từ tháp Baiyoke II, tòa nhà cao thứ nhì ở Băng Cốc.

Băng Cốc là trung tâm kinh tế của Thái Lan và là trung tâm đầu tư và phát triển của đất nước. Trong năm 2010, thành phố này có sản lượng kinh tế là 3,142 nghìn tỷ baht (98,34 tỷ đô la Mỹ), đóng góp 29,1% tổng sản phẩm quốc nội (GDP). GDP bình quân đầu người là 456.911 baht (14.351 USD), gần gấp ba lần mức trung bình toàn quốc là 160.556 baht (5.025 USD). Khu vực đô thị Băng Cốc có tổng sản lượng 4,773 tỷ baht (149,39 tỷ đô la), chiếm 44,2% GDP. Kinh tế của Băng Cốc đứng thứ sáu trong số các thành phố châu Á về GDP bình quân đầu người, sau Singapore, Hồng Kông, Tokyo, Osaka-Kobe và Seoul.
Thương mại bán buôn và bán lẻ là ngành lớn nhất trong nền kinh tế của thành phố, đóng góp 24% của tổng sản phẩm của Băng Cốc. Tiếp đó là sản xuất (14,3%); kinh doanh bất động sản, cho thuê và kinh doanh (12,4%); giao thông vận tải (11,6%); và trung gian tài chính (11,1%). Chỉ riêng Băng Cốc là 48,4% trong khu vực dịch vụ của Thái Lan, chiếm 49,0% GDP. Khi tính cả vùng đô thị Băng Cốc, sản xuất là nhà đóng góp quan trọng nhất ở 28,2% tổng sản phẩm khu vực, phản ánh mật độ của ngành công nghiệp ở các tỉnh lân cận của Băng Cốc. Ngành công nghiệp ô tô của Thái Lan ở vùng đô thị Băng Cốc là trung tâm sản xuất lớn nhất khu vực Đông Nam Á. Du lịch cũng đóng góp đáng kể cho nền kinh tế của Băng Cốc, tạo ra doanh thu ฿ 427.5 tỷ ($ 13.38 tỷ) trong năm 2010.
Sàn giao dịch chứng khoán Thái Lan (SET) nằm trên đường Ratchadaphisek ở nội thành Băng Cốc. SET, cùng với thị trường đầu tư thay thế (MAI) có 648 công ty niêm yết tính đến cuối năm 2011, với tổng vốn hóa thị trường là 8.485 tỷ baht (267,64 tỷ đô la). Do số lượng lớn đại diện nước ngoài, Thái Lan đã nhiều năm là trụ cột của nền kinh tế Đông Nam Á và là một trung tâm kinh doanh châu Á. Mạng lưới nghiên cứu toàn cầu hóa và thành phố thế giới xếp Băng Cốc là một thành phố toàn cầu "Alpha", và được xếp hạng 59 trong Chỉ số Trung tâm Tài chính Toàn cầu của Z / Yen 11.
Băng Cốc là nơi đặt trụ sở chính của tất cả các ngân hàng thương mại và các tổ chức tài chính lớn của Thái Lan, cũng như các công ty lớn nhất của đất nước. Một số lượng lớn các tập đoàn đa quốc gia đặt trụ sở chính khu vực của họ tại Băng Cốc do chi phí thấp hơn của lực lượng lao động và các hoạt động công ty liên quan đến các trung tâm kinh doanh lớn khác của châu Á. 17 công ty Thái Lan được liệt kê trên Forbes Global 2000, tất cả đều có trụ sở tại thủ đô, bao gồm PTT, công ty Fortune Global 500 duy nhất ở Thái Lan.
Bất bình đẳng thu nhập là một vấn đề lớn ở Băng Cốc, đặc biệt là giữa những người nhập cư có thu nhập thấp tương đối không có kỹ năng từ các tỉnh nông thôn và các nước láng giềng, và các chuyên gia trung cấp và giới kinh doanh. Mặc dù tỷ lệ đói nghèo tuyệt đối thấp - chỉ có 0,64% cư dân đăng ký của Băng Cốc sống dưới mức nghèo khổ trong năm 2010, so với mức trung bình toàn quốc 7,75 - chênh lệch kinh tế vẫn còn đáng kể. Thành phố có hệ số Gini là 0,48, cho thấy mức độ bất bình đẳng cao.
Năm 2005, thành phố tạo ra Tổng sản phẩm quốc nội (GDP) theo sức mua thực tế (PPP) là 220 tỷ USD vào GDP, chiếm 43% tổng GDP của Thái Lan. GDP danh nghĩa là 72,5 tỷ USD.

## Nhân khẩu
| Năm  | Số dân    |
| ---- | --------- |
| 1919 | 437.294   |
| 1929 | 713.384   |
| 1937 | 890.453   |
| 1947 | 1.178.881 |
| 1960 | 2.136.435 |
| 1970 | 3.077.361 |
| 1980 | 4.697.071 |
| 1990 | 5.882.411 |
| 2000 | 6.355.144 |
| 2010 | 8.280.925 |

| Tôn giáo ở Bangkok (2015) | Tôn giáo ở Bangkok (2015) | Tôn giáo ở Bangkok (2015) | Tôn giáo ở Bangkok (2015) | Tôn giáo ở Bangkok (2015) |
| ------------------------- | ------------------------- | ------------------------- | ------------------------- | ------------------------- |
| Tôn giáo                  | Tôn giáo                  |                           | Tỷ lệ                     | Tỷ lệ                     |
| Phật giáo                 | Phật giáo                 |                           | 93.95%                    | 93.95%                    |
| Hồi giáo                  | Hồi giáo                  |                           | 4.18%                     | 4.18%                     |
| Cơ Đốc giáo               | Cơ Đốc giáo               |                           | 1.68%                     | 1.68%                     |
| Ấn Độ giáo                | Ấn Độ giáo                |                           | 0.19%                     | 0.19%                     |
| Khác                      | Khác                      |                           | 0.01%                     | 0.01%                     |

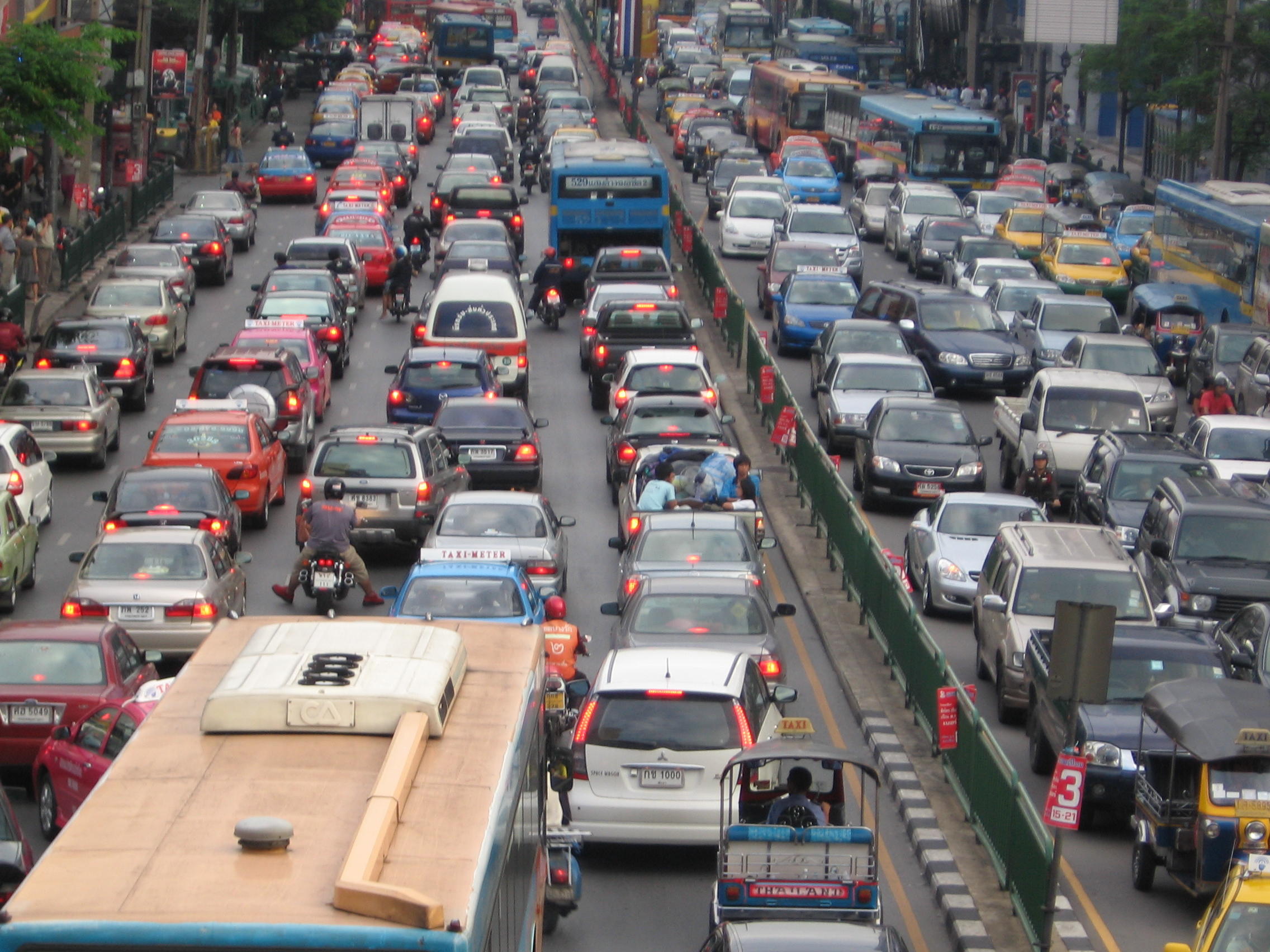
Nạn kẹt xe là chuyện thường ngày ở Băng Cốc.

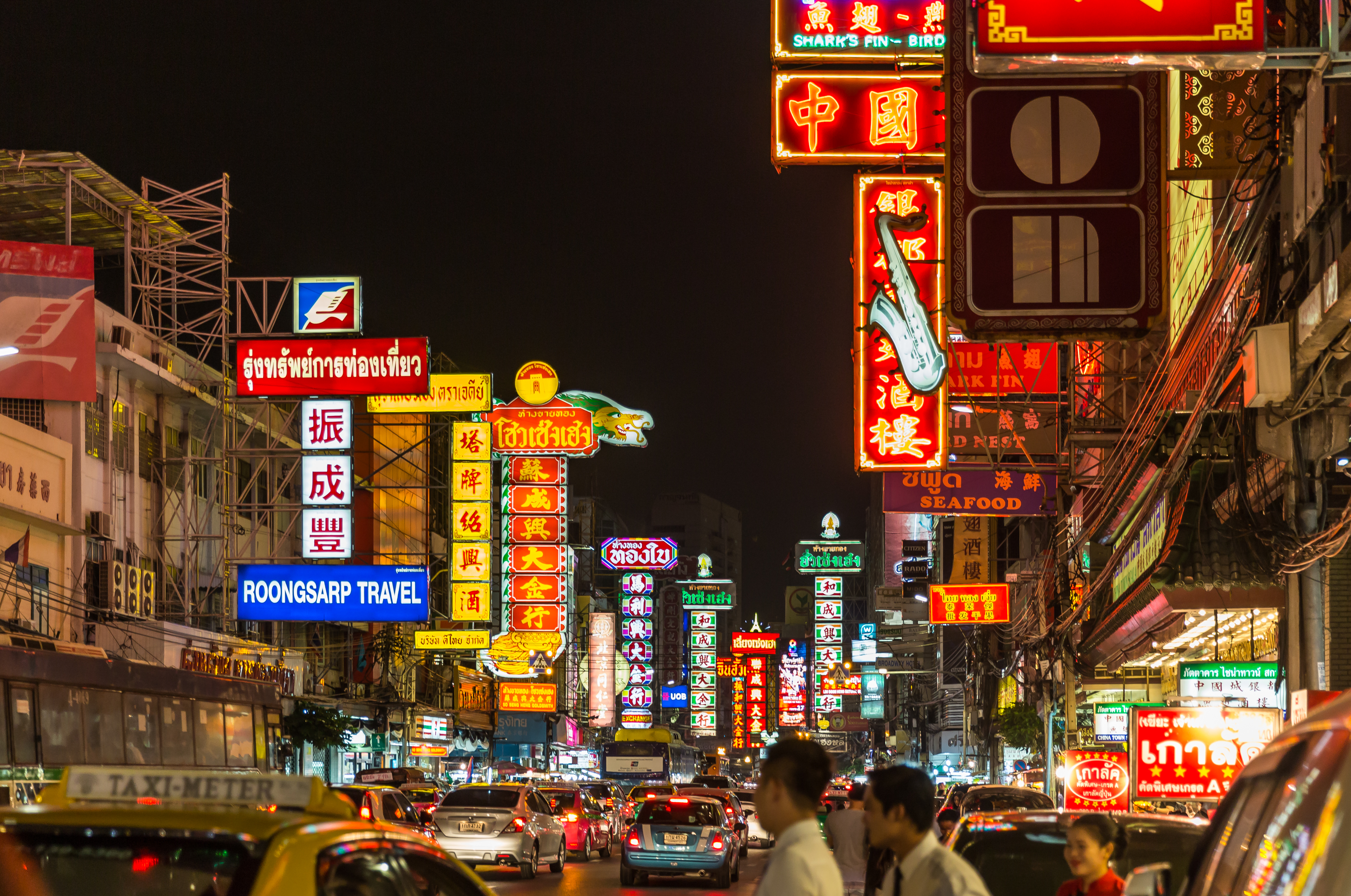
Khu phố người Hoa trên đường Yaowarat.

Thành phố Băng Cốc có dân số 8.280.925 người theo điều tra dân số năm 2010, chiếm 12,6% dân số cả nước. Năm 2018, dân số ước tính khoảng 10 triệu người. Khoảng một nửa là người nhập cư Thái Lan nội bộ từ các tỉnh khác. Chỉ có 5.692.284 cư dân, thuộc 2.672.443 hộ gia đình, đã đăng ký Băng Cốc làm nơi cư trú hợp pháp của họ. Một số lượng lớn dân số ban ngày của Băng Cốc đi lại từ các tỉnh lân cận trong khu vực vùng đô thị Băng Cốc, có tổng dân số là 14.565.547 người. Băng Cốc là một thành phố quốc tế; cuộc điều tra cho thấy có 81.570 người Nhật và 55.893 người Trung Quốc, cũng như 117.071 người nước ngoài đến từ các nước châu Á khác, 48.341 người từ châu Âu, 23.418 người từ châu Mỹ, 5.289 người từ Úc và 3.022 người từ châu Phi. Người nhập cư từ các nước láng giềng bao gồm 303.595 người Miến Điện, 63.438 người Campuchia và 18.126 người Lào. Vào năm 2018, con số cho thấy có 370.000 người di cư quốc tế đã đăng ký với Bộ Việc làm, hơn một nửa trong số họ di cư từ Campuchia, Lào và Myanmar.
Mặc dù đây là trung tâm dân số lớn nhất Thái Lan kể từ khi thành lập thành phố thủ đô vào năm 1782, Băng Cốc chỉ tăng nhẹ trong suốt thế kỷ 18 và đầu thế kỷ 19. Nhà ngoại giao Anh John Crawfurd, đến thăm năm 1822, ước tính dân số của thành phố không quá 50.000. Như một kết quả của y học phương Tây được đưa ra bởi những người truyền giáo cũng như gia tăng nhập cư từ cả hai bên trong Siam và ở nước ngoài, dân số của Băng Cốc dần dần tăng lên khi thành phố hiện đại hóa vào cuối thế kỷ 19. Sự tăng trưởng này thậm chí còn rõ rệt hơn trong những năm 1930, sau khi phát hiện ra kháng sinh. Mặc dù kế hoạch hoá gia đình và kiểm soát sinh đẻ đã được giới thiệu vào những năm 1960, tỷ lệ sinh thấp hơn đã được bù đắp bằng sự gia tăng di cư từ các tỉnh khi việc mở rộng kinh tế tăng nhanh. Chỉ trong những năm 1990 có tỷ lệ tăng dân số của Băng Cốc giảm, theo tỷ lệ quốc gia. Dân số Thái Lan từ lâu đã trở nên tập trung cao quanh thủ đô. Năm 1980, dân số của Băng Cốc gấp 50 lần so với Hat Yai và Songkhla, trung tâm đô thị lớn thứ hai, khiến nó trở thành thành phố "linh thiêng" nhất thế giới
Phần lớn dân số của Băng Cốc là dân tộc Thái, mặc dù chi tiết về thành phần dân tộc của thành phố không có sẵn, vì điều tra dân số quốc gia không ghi nhận chủng tộc. Đa nguyên văn hóa của Băng Cốc có từ những ngày đầu của nền tảng; một số cộng đồng dân tộc được hình thành bởi những người nhập cư và những người định cư cưỡng bức bao gồm người Khmer, Bắc Thái Lan, Lào, Việt Nam, Tavoyan, Mon và Malay. Nổi bật nhất là người Trung Quốc, người đóng vai trò quan trọng trong thương mại của thành phố và trở thành phần lớn dân số của Băng Cốc - ước tính lên tới ba phần tư vào năm 1828 và gần một nửa vào những năm 1950. Tuy nhiên, làn sóng nhập cư của người Trung Quốc bị hạn chế từ những năm 1930 và chấm dứt hiệu quả sau cuộc cách mạng Trung Quốc năm 1949. Sự nổi bật của họ sau đó đã bị từ chối vì hầu hết các thế hệ trẻ người Thái khác đã tích hợp và chấp nhận một bản sắc Thái Lan. Băng Cốc vẫn là quê hương của một cộng đồng người Hoa lớn, với sự tập trung lớn nhất ở Yaowarat, phố người Hoa của Băng Cốc. Đa số (93,95%) dân số của thành phố là Phật tử. Các tôn giáo khác bao gồm đạo Hồi (4,18%), Kitô giáo (1,68%), Ấn Độ giáo (0,19%) và các tôn giáo khác (0,01%).
Ngoài Yaowarat, Băng Cốc cũng có một số khu dân tộc khác biệt. Cộng đồng người Ấn Độ ở Phahurat, nơi Gurdwara Siri Guru Singh Sabha, được thành lập năm 1933, tọa lạc. Ban Khrua trên kênh Saen Saep là quê hương của hậu duệ của người Chăm đã định cư vào cuối thế kỷ 18. Mặc dù người Bồ Đào Nha định cư trong thời kỳ Thonburi đã không còn tồn tại như một cộng đồng riêng biệt, quá khứ của họ được phản ánh trong Giáo hội Santa Cruz, trên bờ phía tây của dòng sông. Tương tự như vậy, Nhà thờ Assumption trên đường Charoen Krung là một trong nhiều tòa nhà theo phong cách châu Âu trong Khu phố cổ Farang, nơi các nhà ngoại giao và thương nhân châu Âu sống trong những năm cuối thế kỷ 19 đến đầu thế kỷ 20. Gần đó, nhà thờ Hồi giáo Haroon là trung tâm của một cộng đồng Hồi giáo. Cộng đồng người nước ngoài mới tồn tại dọc theo đường Sukhumvit, bao gồm cả cộng đồng người Nhật gần Soi Phrom Phong và Soi Thong Lo, và khu phố Ả Rập và Bắc Phi dọc theo Soi Nana. Sukhumvit Plaza - một trung tâm mua sắm trên Soi Sukhumvit 12 - được biết đến rộng rãi là một khu phố người Hàn Quốc.

## Văn hóa

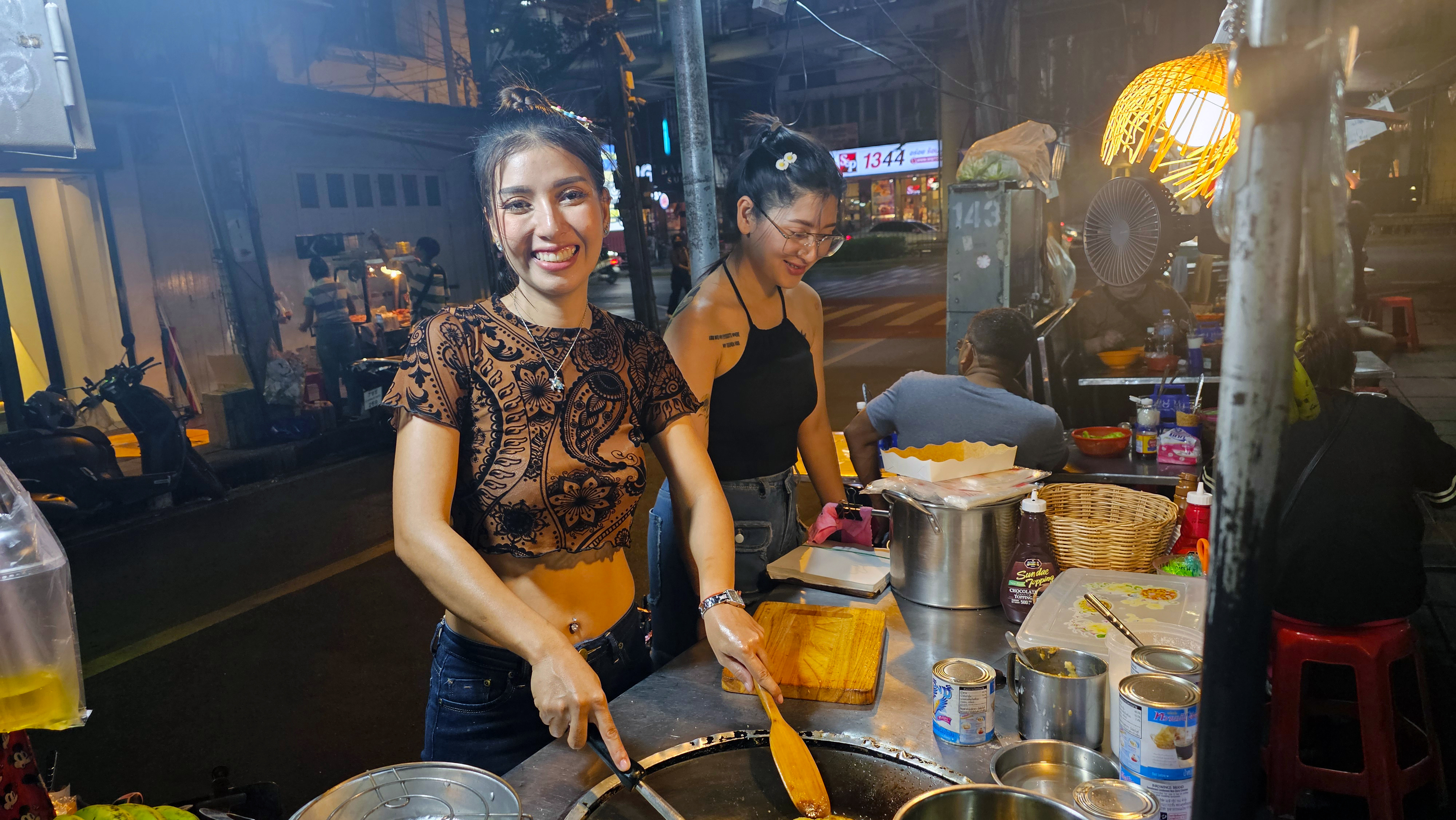
Puy Roti phu nhân

Văn hóa của Băng Cốc phản ánh vị trí của nó như là trung tâm của sự thịnh vượng và hiện đại hóa của Thái Lan. Thành phố từ lâu đã là cổng thông tin nhập cảnh của các khái niệm và vật liệu phương Tây, đã được người dân chấp nhận và pha trộn với các giá trị của Thái Lan đến các mức độ khác nhau. Điều này là hiển nhiên nhất trong lối sống của tầng lớp trung lưu mở rộng. Mức tiêu thụ tiềm ẩn là một màn hình hiển thị tình trạng kinh tế và xã hội, và các trung tâm mua sắm là các hangout phổ biến cuối tuần. Quyền sở hữu điện tử và các sản phẩm tiêu dùng như điện thoại di động có mặt khắp mọi nơi. Điều này đã được đi kèm với một mức độ của chủ nghĩa thế tục, vì vai trò của tôn giáo trong cuộc sống hàng ngày đã giảm bớt. Mặc dù xu hướng như vậy đã lan rộng đến các trung tâm đô thị khác, và, ở một mức độ nào đó, vùng nông thôn, Băng Cốc vẫn đi đầu trong sự thay đổi xã hội.
Một đặc điểm riêng biệt của Băng Cốc là sự phổ biến của các nhà cung cấp đường phố bán hàng hóa từ các mặt hàng thực phẩm đến quần áo và phụ kiện. Người ta ước tính rằng thành phố có thể có hơn 100.000 người bán hàng rong. Mặc dù BMA đã cho phép tự do buôn bán hàng rong ở 287 địa điểm, phần lớn hoạt động ở 407 địa điểm khác diễn ra bất hợp pháp. Mặc dù họ chiếm không gian vỉa hè và ngăn chặn giao thông cho người đi bộ, nhiều cư dân của thành phố phụ thuộc vào các gánh hàng rong cho bữa ăn của họ, và những nỗ lực của BMA để hạn chế số lượng của số người buôn hàng rong phần lớn là không thành công.
Tuy nhiên, vào năm 2015, BMA, với sự hỗ trợ của Hội đồng Quốc gia về Hòa bình và trật tự (quân đội cai trị của Thái Lan), bắt đầu xua đuổi những người bán rong đường phố để thu hồi không gian công cộng. Nhiều khu chợ nổi tiếng bị ảnh hưởng, bao gồm Khlong Thom, Saphan Lek, và chợ hoa ở Pak Khlong Talat. Gần 15.000 người bán đã bị đuổi khỏi 39 khu vực công cộng trong năm 2016. Trong khi một số hoan nghênh những nỗ lực tập trung vào quyền đi bộ, những người khác đã bày tỏ lo ngại rằng phương pháp này sẽ dẫn đến sự mất đi của một biểu tượng của thành phố và những thay đổi bất lợi cho cách sống của người dân.

### Lễ hội và sự kiện

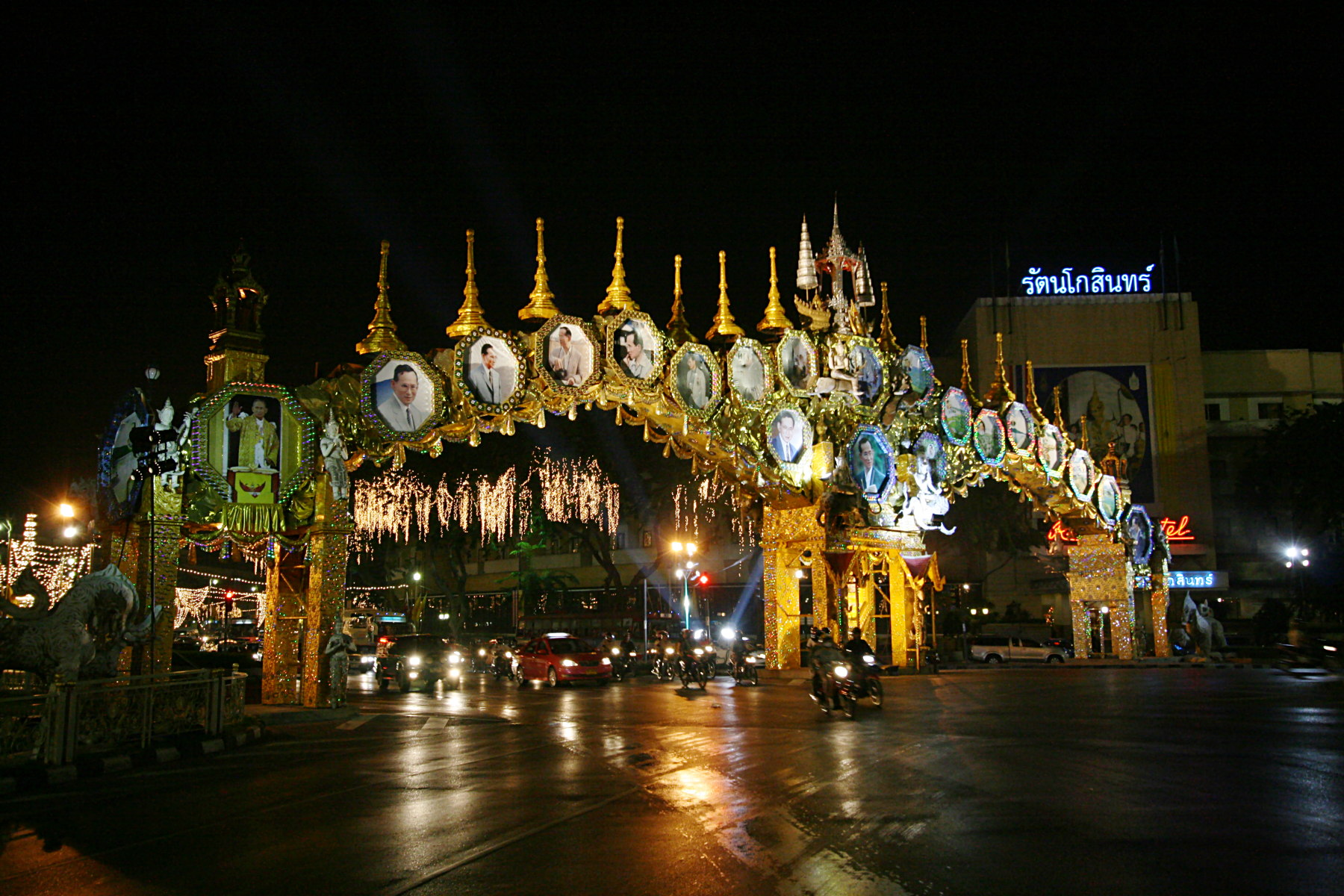
Đại lộ Ratchadamnoen được trang trí hàng năm với đèn và màn hình để kỷ niệm sinh nhật của nhà vua.

Các cư dân của Băng Cốc kỷ niệm nhiều lễ hội hàng năm của Thái Lan. Trong thời gian Songkran vào ngày 13–15 tháng 4, các nghi thức truyền thống cũng như tát nước diễn ra khắp thành phố. Loi Krathong, thường vào tháng 11, được đi kèm với Hội chợ Núi Vàng. Lễ kỷ niệm năm mới diễn ra tại nhiều địa điểm, nổi bật nhất là quảng trường ở phía trước của CentralWorld. Các quan sát liên quan đến gia đình hoàng gia được tổ chức chủ yếu ở Băng Cốc. Vòng hoa được đặt tại bức tượng cưỡi ngựa của Vua Chulalongkorn tại Royal Plaza vào ngày 23 tháng 10, là Ngày Tưởng niệm Vua Chulalongkorn. Ngày sinh của nhà vua và nữ hoàng hiện tại, tương ứng vào ngày 5 tháng 12 và 12 tháng 8, được đánh dấu là Ngày Quốc khánh của quốc gia Thái Lan và Ngày Quốc khánh của quốc gia. Những ngày lễ quốc gia này được tổ chức bởi các khán giả hoàng gia vào đêm trước, trong đó nhà vua hoặc hoàng hậu phát biểu và họp mặt công khai vào ngày chấp hành. Sinh nhật của nhà vua cũng được đánh dấu bởi cuộc diễu hành Hoàng gia.
Sanam Luang là nơi diễn ra Lễ hội Âm nhạc, Thể thao và Âm nhạc Thái Lan, thường được tổ chức vào tháng 3 và Lễ cày Hoàng gia diễn ra vào tháng 5. Hội chợ Hội Chữ thập đỏ vào đầu tháng Tư được tổ chức tại Suan Amporn và Royal Plaza, và có nhiều gian hàng cung cấp hàng hóa, trò chơi và triển lãm. Tết Nguyên Đán (tháng 1 - tháng 2) và Lễ hội ăn chay (tháng 9 - tháng 10) được cộng đồng Trung Quốc tổ chức rộng rãi, đặc biệt là ở Yaowarat

### Truyền thông
Băng Cốc là trung tâm của ngành công nghiệp truyền thông Thái Lan. Tất cả các tờ báo quốc gia, truyền thông phát sóng và các nhà xuất bản lớn đều có trụ sở tại thủ đô. 21 tờ báo quốc gia có tổng lưu thông hàng ngày khoảng hai triệu vào năm 2002. Chúng bao gồm Thai Rath, Khao Sod và Daily News, lần đầu tiên xuất bản một triệu bản mỗi ngày, cũng như Matichon và Krungthep Thurakij ít nhạy cảm hơn. Băng Cốc Post và The Nation là hai tờ báo tiếng Anh quốc gia. Các ấn phẩm nước ngoài bao gồm Tạp chí Phố Wall Châu Á, Thời báo tài chính, The Straits Times và Yomiuri Shimbun cũng có các hoạt động tại Băng Cốc. Phần lớn trong số hơn 200 tạp chí của Thái Lan được xuất bản ở thủ đô và bao gồm các tạp chí tin tức cũng như các ấn phẩm về lối sống, giải trí, tin đồn và thời trang.
Băng Cốc cũng là trung tâm của truyền hình phát sóng của Thái Lan. Tất cả sáu kênh mặt đất quốc gia, Kênh 3, 5 và 7, Modernine, NBT và PBS Thái Lan, có trụ sở chính và các studio chính ở thủ đô. Ngoại trừ các phân đoạn tin tức địa phương được phát sóng bởi NBT, tất cả các chương trình được thực hiện tại Băng Cốc và lặp đi lặp lại trên toàn tỉnh. Tuy nhiên, mô hình tập trung này đang suy yếu với sự gia tăng của truyền hình cáp, trong đó có nhiều nhà cung cấp địa phương. Có rất nhiều kênh truyền hình cáp và vệ tinh có trụ sở tại Băng Cốc. TrueVisions là nhà cung cấp truyền hình thuê bao lớn ở Băng Cốc và Thái Lan, và nó cũng mang chương trình quốc tế. Băng Cốc là nơi có 40 đài phát thanh FM FM của Thái Lan và 38 trong số 212 đài phát thanh của đài vào năm 2002. [97] Cải cách truyền thông phát sóng theo quy định của Hiến pháp năm 1997 đã được tiến triển chậm, mặc dù nhiều đài phát thanh cộng đồng đã nổi lên trong thành phố.
Tương tự như vậy, Băng Cốc đã thống trị ngành công nghiệp điện ảnh Thái Lan kể từ khi thành lập. Mặc dù các thiết lập phim thường có các địa điểm trên khắp cả nước, thành phố này là nơi có tất cả các hãng phim lớn. Băng Cốc có hàng chục rạp chiếu phim và các rạp chiếu phim, và thành phố tổ chức hai liên hoan phim lớn hàng năm, Liên hoan phim quốc tế Băng Cốc và Liên hoan phim thế giới của Băng Cốc.

### Nghệ thuật

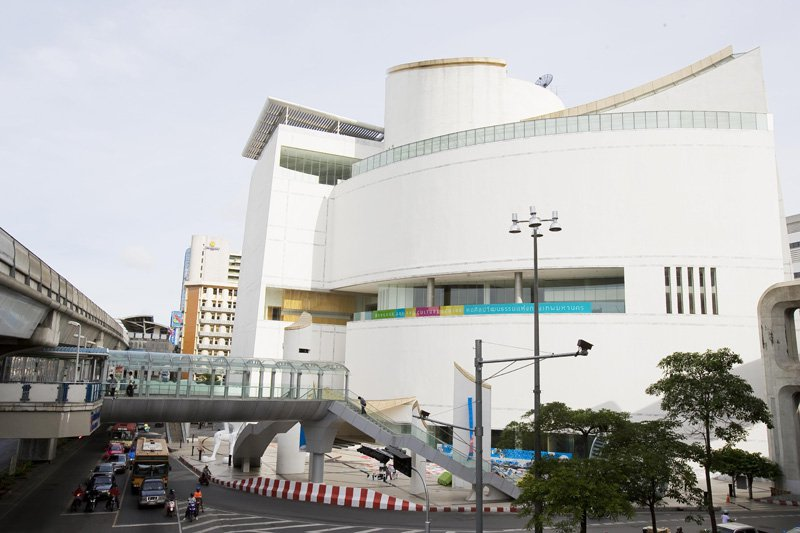
Trung tâm Văn hóa và Nghệ thuật Băng Cốc, địa điểm nghệ thuật đương đại lớn của thành phố, được khai trương vào năm 2008 sau nhiều lần trì hoãn.

Nghệ thuật truyền thống của Thái Lan, được phát triển lâu dài trong bối cảnh tôn giáo và hoàng gia, tiếp tục được tài trợ bởi nhiều cơ quan chính phủ ở Băng Cốc, bao gồm Văn phòng Nghệ thuật Truyền thống của Bộ Mỹ thuật. Quỹ SUPPORT tại Cung điện Chitralada tài trợ cho nghề thủ công truyền thống và dân gian. Nhiều cộng đồng khác nhau trong thành phố vẫn thực hành hàng thủ công truyền thống của họ, bao gồm sản xuất mặt nạ khon, bát bố thí và nhạc cụ cổ điển. Phòng trưng bày Quốc gia tổ chức bộ sưu tập nghệ thuật truyền thống và hiện đại vĩnh viễn, với các cuộc triển lãm đương đại đương đại. Cảnh nghệ thuật đương đại của Băng Cốc đã dần dần phát triển từ sự tối tăm tương đối vào lĩnh vực công cộng trong hai thập kỷ qua. Phòng trưng bày cá nhân dần dần nổi lên để cung cấp tiếp xúc cho các nghệ sĩ mới, bao gồm cả Nhà hát Patravadi và H Gallery. Trung tâm Văn hóa và Nghệ thuật Băng Cốc nằm ở trung tâm, được khai trương vào năm 2008 sau một chiến dịch vận động hành lang kéo dài 15 năm, hiện là không gian triển lãm công cộng lớn nhất trong thành phố. Ngoài ra còn có nhiều phòng trưng bày nghệ thuật và bảo tàng khác, bao gồm Bảo tàng Nghệ thuật Đương đại tư nhân.
Khung cảnh nghệ thuật biểu diễn của thành phố có sân khấu và khiêu vũ truyền thống cũng như các vở kịch kiểu phương Tây. Khon và các điệu múa truyền thống khác thường xuyên được biểu diễn tại Nhà hát Quốc gia và Nhà hát Hoàng gia Salachalermkrung, trong khi Trung tâm Văn hóa Thái Lan là một địa điểm đa mục đích mới, nơi cũng tổ chức các vở nhạc kịch, dàn nhạc và các sự kiện khác. Nhiều địa điểm thường xuyên có nhiều màn trình diễn khắp thành phố.

### Công viên và khu vực cây xanh

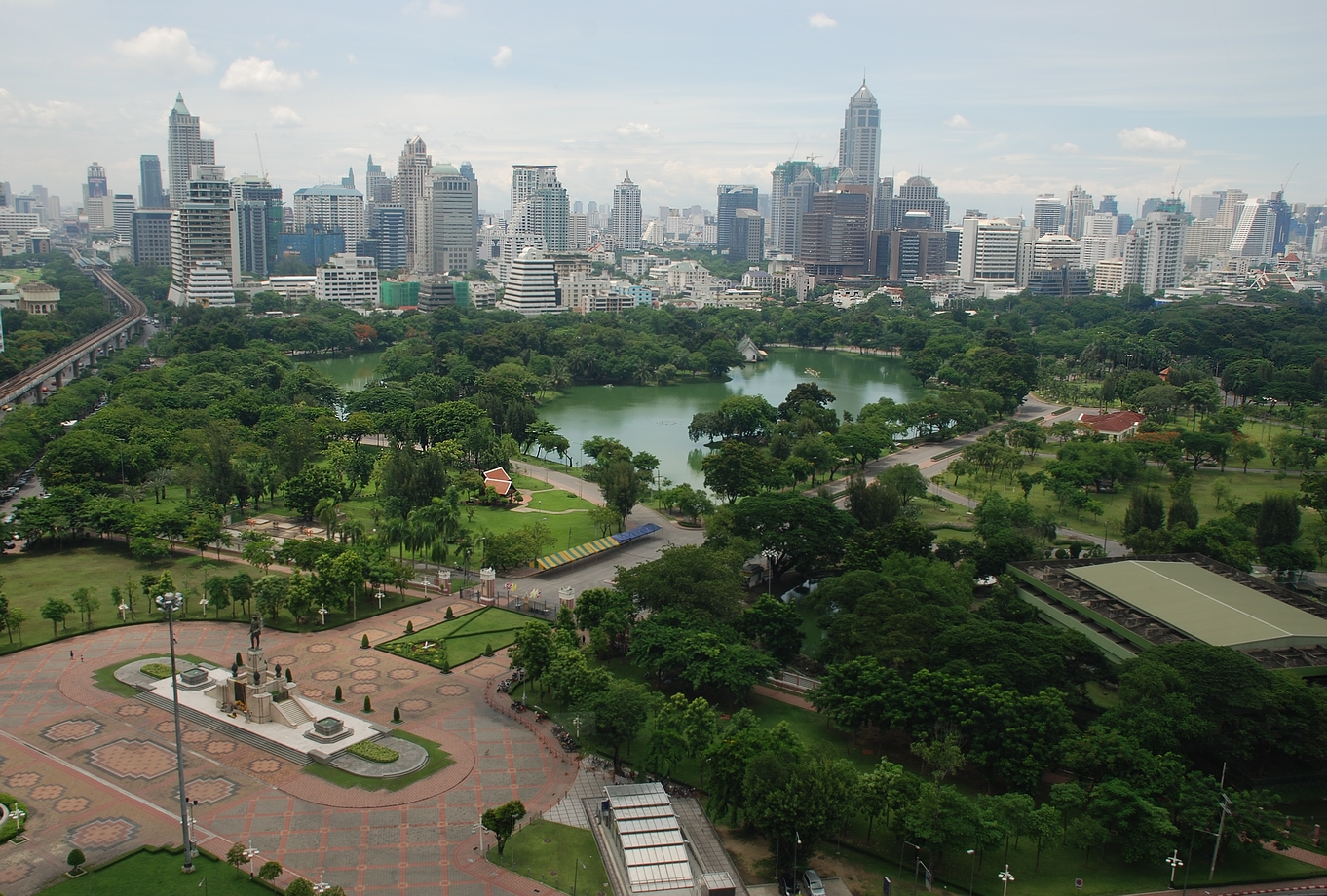
Công viên Lumphini xuất hiện như một ốc đảo cây xanh giữa các tòa nhà chọc trời của Ratchadamri và Sukhumvit.

Băng Cốc có một số công viên, mặc dù tổng diện tích khu vực công viên bình quân chỉ có 1,82 mét vuông (19,6 sq ft) trong thành phố. Tổng không gian xanh cho toàn thành phố là vừa phải, ở mức 11,8 mét vuông (127 dặm vuông) / người; tuy nhiên, trong các khu vực mà các khu thương mại được xây dựng dày đặc hơn của thành phố, những con số này chỉ có 1,73 và 0,72 mét vuông (18,6 và 7,8 dặm vuông) cho mỗi người. Số liệu gần đây cho rằng chỉ có 3,3 m2 không gian xanh / người, so với mức trung bình 39 m2 ở các thành phố khác trên khắp châu Á. Ở châu Âu, London có 33,4 m2 không gian xanh trên đầu. Do đó, người Băng Cốc có không gian xanh ít hơn 10 lần so với tiêu chuẩn trong khu vực đô thị của khu vực. Các khu vực vành đai xanh bao gồm khoảng 700 kilômét vuông (270 sq mi) ruộng lúa và vườn cây ăn trái ở phía đông và phía tây của thành phố, mặc dù mục đích chính của chúng là phục vụ các lưu vực phòng chống lũ thay vì hạn chế mở rộng đô thị. Bang Kachao, một khu bảo tồn rộng 20 dặm vuông (7,7 dặm vuông) trong một khu chăn bò của Chao Phraya, nằm ngay phía bên kia các khu bờ sông phía nam, tỉnh Samut Prakan. Một kế hoạch phát triển tổng thể đã được đề xuất để tăng tổng diện tích công viên lên 4 mét vuông (43 sq ft) cho mỗi người.
Các công viên lớn nhất của Băng Cốc bao gồm công viên Lumphini nằm ở trung tâm gần khu thương mại Si Lom - Sathon với diện tích 57,6 ha (142 mẫu Anh), Suanluang Rama IX rộng 80 ha ở phía đông thành phố, và khu phức hợp công viên Chatuchak - Queen Sirikit – Wachirabenchathat ở phía bắc Băng Cốc, có diện tích 92 ha (230 mẫu Anh).

## Du lịch

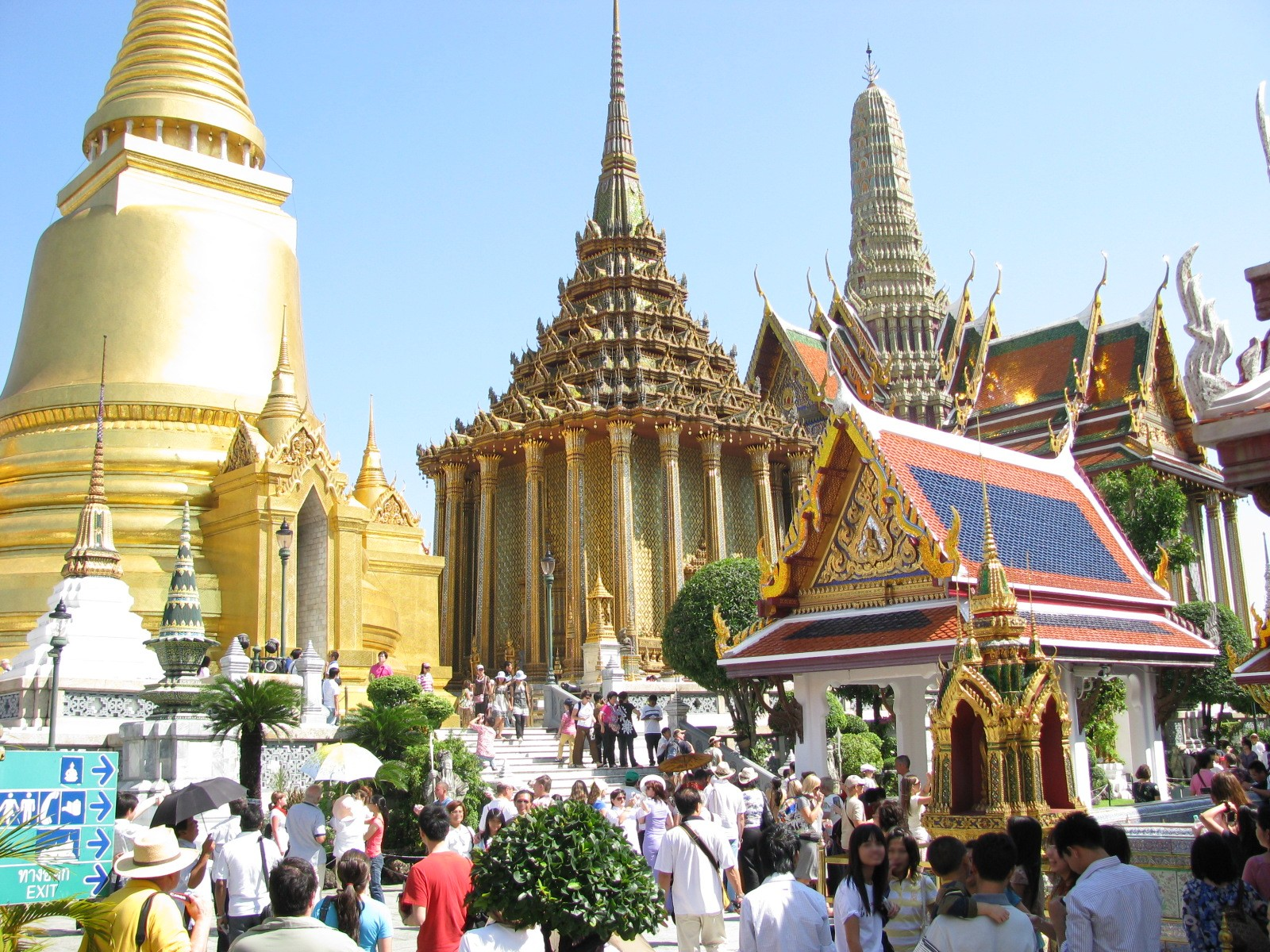
Wat Phra Kaew trong Cung điện Hoàng gia là một trong những điểm du lịch chính của Băng Cốc.

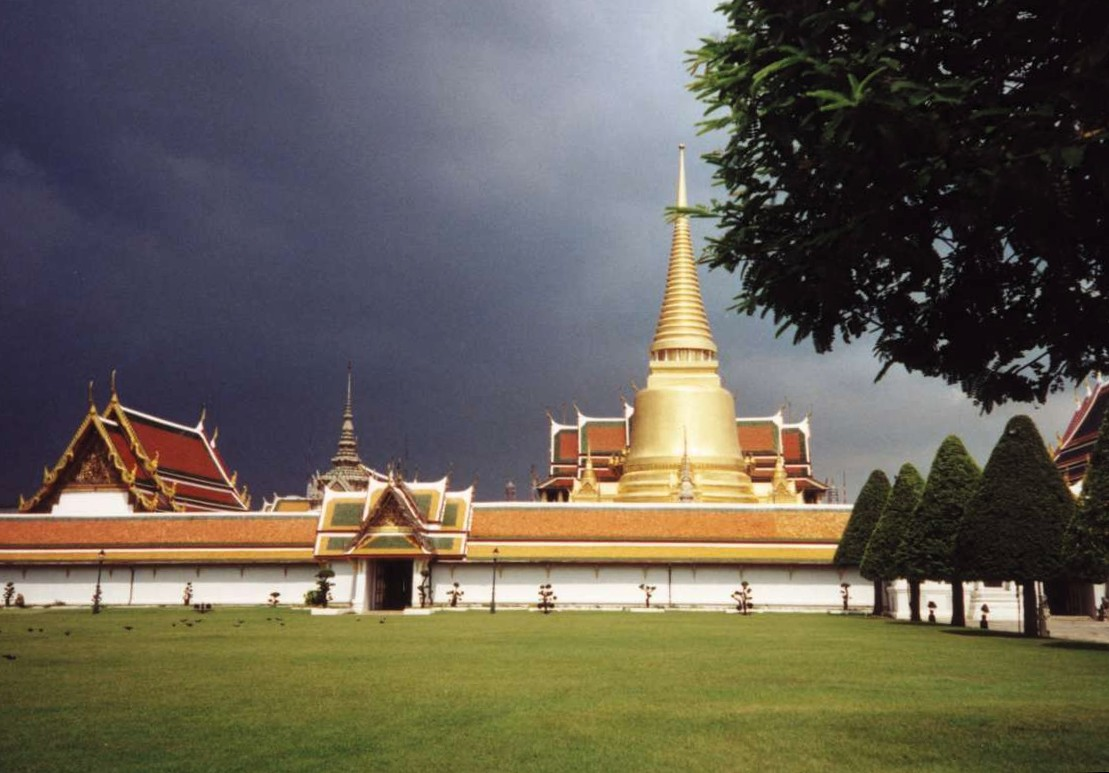
Chùa Wat Phra

Băng Cốc là một trong những thành phố du lịch hàng đầu thế giới. MasterCard xếp hạng Băng Cốc là thành phố điểm đến hàng đầu của khách du lịch quốc tế trong Chỉ số Thành phố Điểm đến Toàn cầu năm 2016, trước Luân Đôn với hơn 21 triệu lượt khách qua đêm. Euromonitor International xếp hạng Băng Cốc thứ tư trong Bảng xếp hạng các điểm đến hàng đầu của thành phố năm 2016. Băng Cốc cũng được tạp chí Travel + Leisure bình chọn là "Thành phố tốt nhất thế giới" trong bốn năm liên tiếp, từ năm 2010 đến năm 2013. Là cửa ngõ chính mà qua đó du khách đến Thái Lan, Băng Cốc được phần lớn du khách quốc tế đến thăm. Du lịch trong nước cũng nổi bật. Bộ Du lịch đã ghi nhận 26.861.095 người Thái Lan và 11.361.808 khách nước ngoài đến Băng Cốc vào năm 2010. Nơi nghỉ này được thực hiện bởi 15.031.244 khách, chiếm 49,9% trong số 86.687 phòng khách sạn của thành phố. Băng Cốc cũng đứng đầu danh sách là điểm đến du lịch nổi tiếng nhất thế giới trong bảng xếp hạng năm 2017.
Các điểm tham quan đa dạng của Băng Cốc, các điểm tham quan và cuộc sống thành phố hấp dẫn đối với các nhóm du khách đa dạng. Cung điện hoàng gia và đền thờ cũng như một số viện bảo tàng tạo thành các điểm du lịch lịch sử và văn hóa lớn của nó. Kinh nghiệm mua sắm và ăn uống cung cấp một loạt các lựa chọn và giá cả. Thành phố này cũng nổi tiếng với cuộc sống về đêm sôi động của nó. Mặc dù cảnh du lịch tình dục của Băng Cốc nổi tiếng với người nước ngoài, nó thường không được người dân địa phương hoặc chính phủ công nhận.

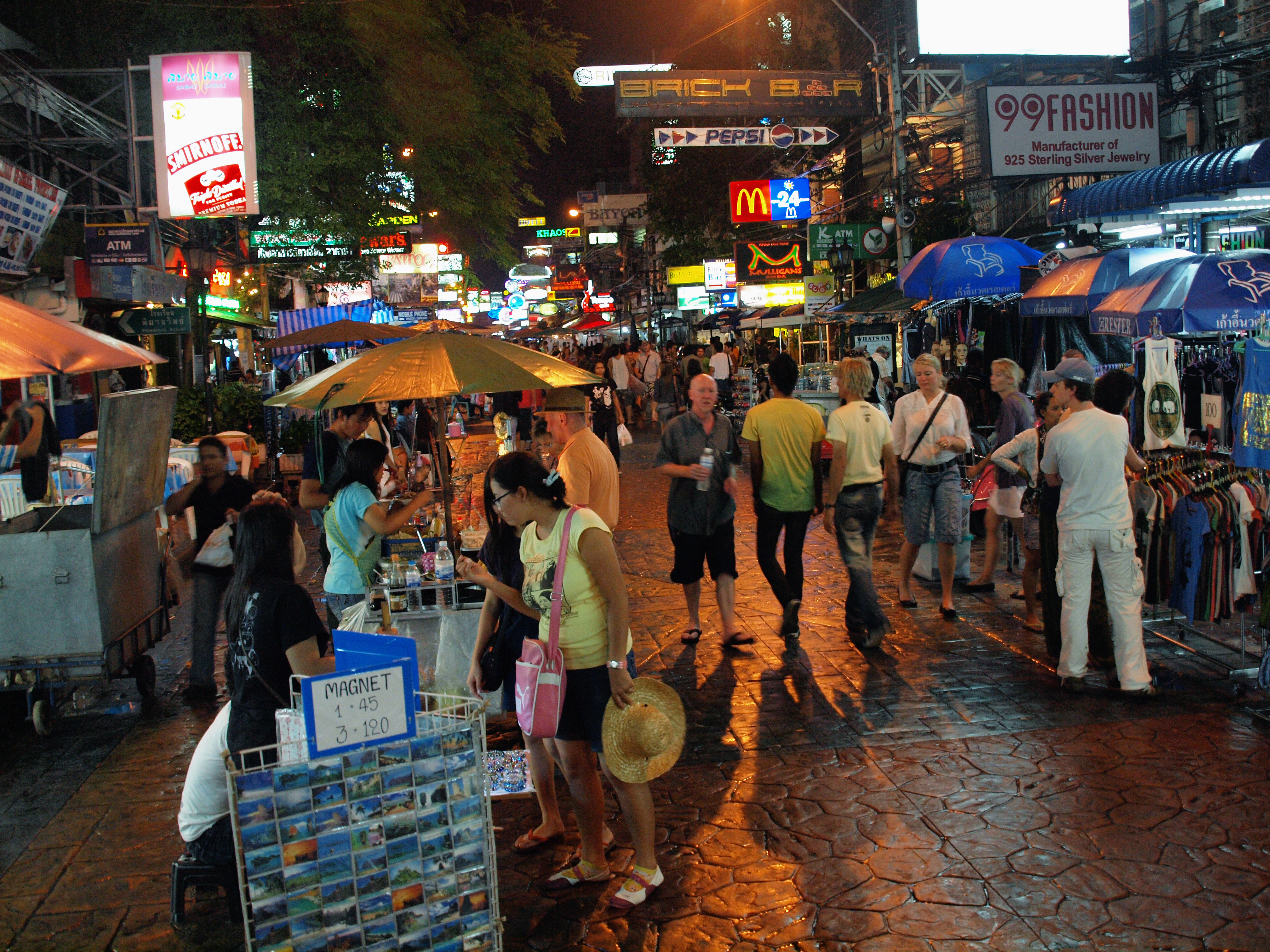
Đường Khaosan được bao quanh bởi chỗ ở bình dân, các cửa hiệu và quán bar phục vụ du khách.

Trong số các điểm tham quan nổi tiếng của Băng Cốc là Cung điện hoàng gia Thái Lan và các ngôi chùa Phật giáo lớn, bao gồm Wat Phra Kaew, Wat Pho và Wat Arun. Sao Ching Cha và San Phra Phrom chứng minh ảnh hưởng sâu sắc của Ấn Độ giáo trong văn hóa Thái Lan. Cung điện Vimanmek ở Dusit Palace nổi tiếng là tòa nhà gỗ tếch lớn nhất thế giới, trong khi Jim Thompson House cung cấp một ví dụ về kiến trúc truyền thống của Thái Lan. Các bảo tàng lớn khác bao gồm Bảo tàng Quốc gia Băng Cốc và Bảo tàng Quốc gia Royal Barge. Các chuyến đi thuyền và du ngoạn bằng thuyền trên các con kênh của Chao Phraya và Thonburi cho quang cảnh một số kiến trúc truyền thống của thành phố và cuộc sống trên bờ sông.
Địa điểm mua sắm, nhiều địa điểm nổi tiếng với cả khách du lịch và người dân địa phương, từ các trung tâm mua sắm và cửa hàng bách hóa tập trung ở Siam và Ratchaprasong đến chợ Chatuchak sắc màu rực rỡ. Chợ nổi Taling Chan là một trong số ít các thị trường như vậy ở Băng Cốc. Yaowarat được biết đến với các cửa hàng cũng như các quán ăn và nhà hàng trên đường phố, cũng được tìm thấy trong toàn thành phố. Đường Khaosan từ lâu đã nổi tiếng là điểm đến của du khách ba lô, với chỗ ở bình dân, các cửa hàng và quán bar thu hút du khách từ khắp nơi trên thế giới.
Băng Cốc có danh tiếng ở nước ngoài như một điểm đến quan trọng trong ngành công nghiệp tình dục. Mặc dù mại dâm là bất hợp pháp và hiếm khi được thảo luận công khai ở Thái Lan, nó thường diễn ra giữa các phòng mát-xa, phòng xông hơi khô và khách sạn hàng giờ, phục vụ du khách nước ngoài cũng như người dân địa phương. Băng Cốc đã giành được biệt danh "Sin City of Asia" cho mức độ du lịch tình dục.
Các vấn đề thường gặp phải của khách du lịch nước ngoài bao gồm lừa đảo, định giá quá mức và định giá kép. Trong một cuộc khảo sát 616 khách du lịch đến thăm Thái Lan, 7,79 phần trăm được báo cáo gặp phải một vụ lừa đảo, phổ biến nhất trong số đó là lừa đảo đá quý, trong đó khách du lịch bị lừa mua đồ trang sức với giá đắt đỏ.

### Các điểm tham quan chính
- Hoàng Cung Thái Lan
- Cung điện Chitralada

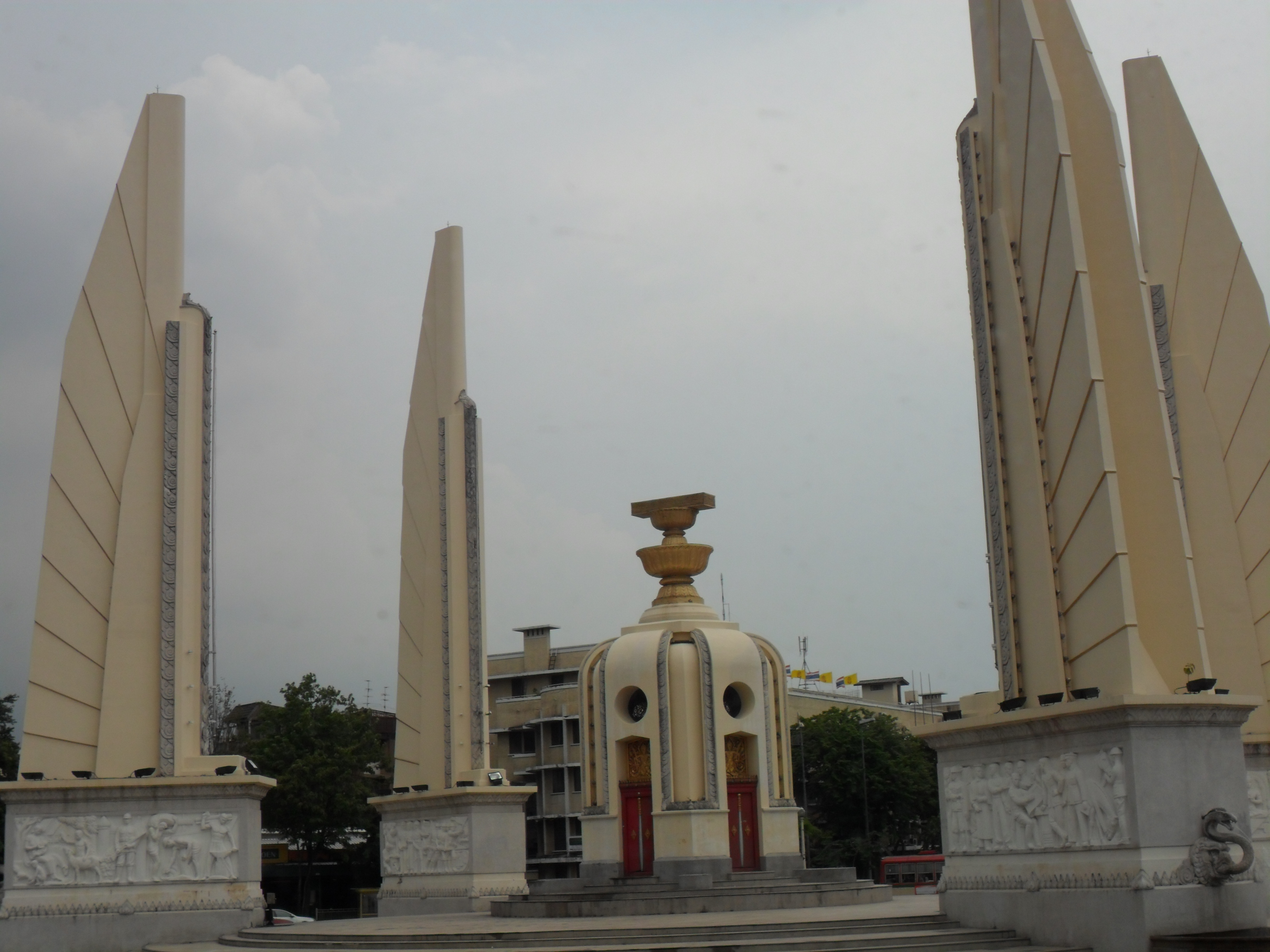
Tượng đài Dân chủ Băng Cốc với bốn cánh buồm tượng trưng cho bốn lực lượng tham gia đảo chính (cách mạng tư sản) năm 1932

- Sân vận động Thể thao Quân đội Thái Lan
- Tháp Baiyoke II
- Trung tâm Hội chợ Triển lãm Quốc tế Băng Cốc
- Tượng đài Dân chủ Băng Cốc
- Tượng đài Chiến thắng Băng Cốc
- Wat Ratchanada
- Wat Pho
- Chùa Phật ngọc Băng Cốc
- Wat Dhammongkol
- Wat Benchamabophit
- Wat Rakang
- Wat Bowonniwet
- Wat Saket
- Prasad Phra Thep Bidom
- Wat Traimit
- Wat Kalayanamitr
- Wat Pathum Wanaram
- Wat Paknam Bhasicharoen
- Wat Yan Nawa
- Công viên Chatuchak
- Vườn Chuvit
- Công viên Lumphini
- Công viên Princess Mother Memorial
- Công viên Hoàng hậu Sirikit
- Sanam Luang
- Cung điện Vimanmek
- Bangkrak, Silom vaø Patpong
- Soi Cowboy
- Cung điện hoàng gia Băng Cốc
- Cung điện Huy Hoàng
- Suan Pakkad
- Erawan Shrine
- Đại lộ Bamrung Muang
- Wat Suthat
- Công viên Du sit
- Wat Arun
- Viện bảo tàng Quốc gia và sà lan Hoàng Tộc
- Vườn thú SafariWorld
- Chakri Maha Prasad
- Phật đài Dhammakaya
- Wat Anongkaram
- Wat Bopitpimukh
- Wat Boromniwat
- Wat Chaiyaprukmala
- Wat Chakkrawadrajawas
- Wat Chanasongkhram
- Wat Chinorasaram
- Wat Dusidaram
- Wat Hongratanaram
- Wat Intharavihara
- Wat Kanlayanimitr
- Wat Mahathat
- Wat Mongkhutkasat
- Wat Paknam Bhasicharoen
- Wat Phichayayatikaram
- Wat Phra Srimahathat
- Wat Pichaiyat
- Wat Pra Kraisri (Wat Noi)
- Wat Prathoomkongkha
- Wat Prayoonwongsawat
- Wat Rakhangkhositaram
- Wat Ratchabopit
- Wat Ratchaburana
- Wat Ratchaorotsaram
- Wat Ratchapradit
- Wat Ratchasitaram
- Wat Ratchathiwat
- Wat Sommanat
- Wat Sri Boonreung
- Wat Suwannaram
- Wat Thepsirin
- Wat Thep Leela
- Wat Thepthidaram

## Giáo dục và y tế

### Giáo dục

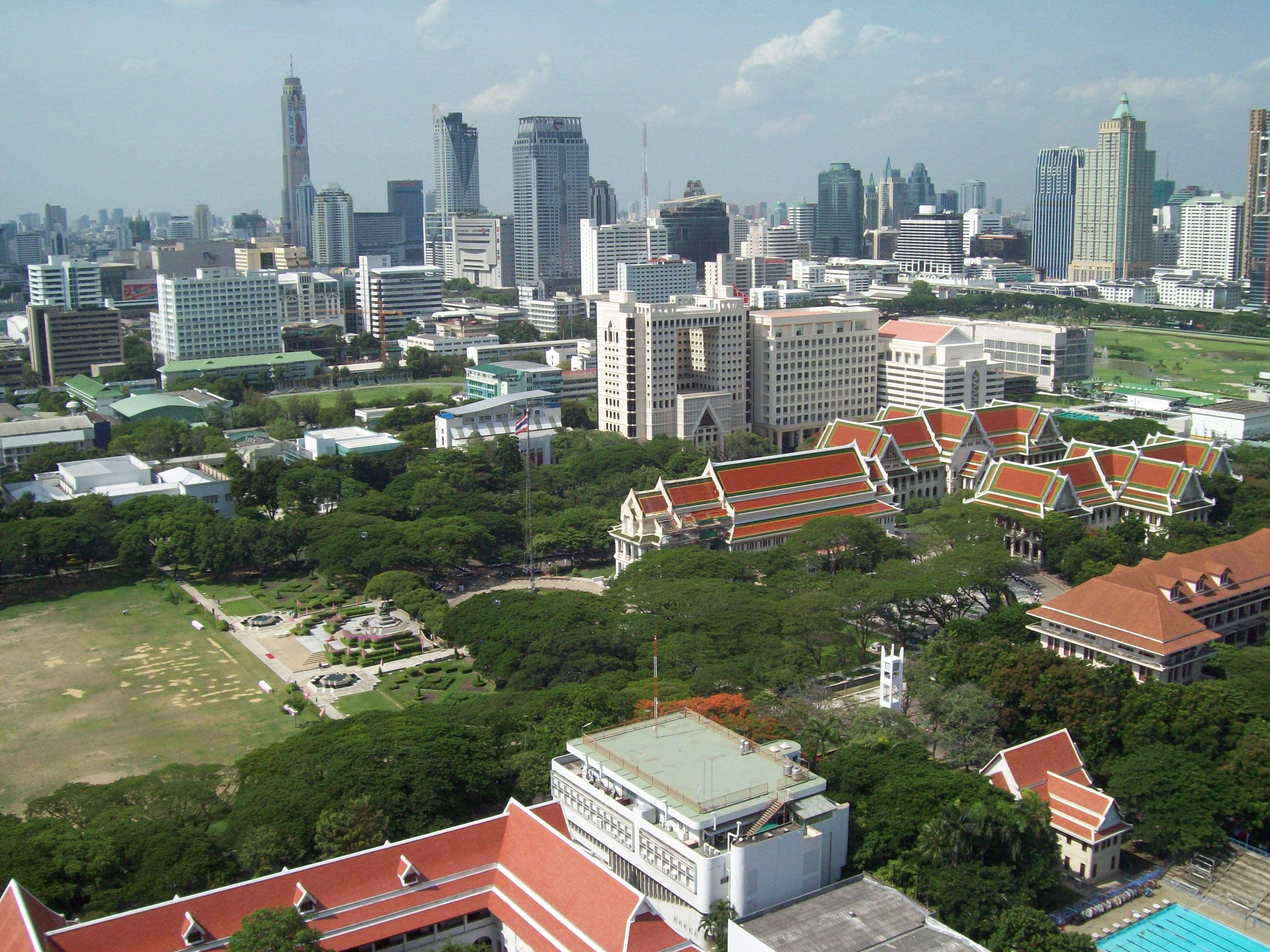
Cơ sở của Đại học Chulalongkorn được bao quanh bởi các cánh đồng nông thôn khi nó được thành lập vào năm 1917.

Băng Cốc từ lâu đã là trung tâm giáo dục hiện đại ở Thái Lan. Các trường đầu tiên trong nước được thành lập ở đây vào thế kỷ 19, và hiện nay có 1.351 trường học trong thành phố. Thành phố này là nơi có năm trường đại học lâu đời nhất của đất nước, bao gồm đại học Chulalongkorn, đại học Thammasat, đại học Kasetsart, đại học Mahidol và đại học Silpakorn, được thành lập từ năm 1917 đến năm 1943. Thành phố này đã tiếp tục chiếm ưu thế, đặc biệt là trong giáo dục đại học; phần lớn các trường đại học của cả nước, cả công lập lẫn tư nhân, đều nằm ở Băng Cốc hoặc Vùng đô thị. Chulalongkorn và Mahidol là các trường đại học duy nhất của Thái Lan xuất hiện trong top 500 của Bảng xếp hạng đại học thế giới Quacquarelli Symonds. Đại học Công nghệ Thonburi của King Mongkut, cũng nằm ở Băng Cốc, là trường đại học duy nhất của Thái Lan nằm trong top 400 của bảng xếp hạng đại học thế giới Times Higher Education.
Trong vài thập kỷ qua xu hướng chung của việc theo đuổi một bằng đại học đã thúc đẩy việc thành lập các trường đại học mới để đáp ứng nhu cầu của sinh viên Thái Lan. Băng Cốc không chỉ trở thành một nơi mà những người nhập cư và người Thái địa phương đi làm việc, mà còn là cơ hội để nhận được bằng đại học. Đại học Ramkhamhaeng nổi lên năm 1971 là trường đại học mở đầu tiên của Thái Lan; nó bây giờ có số lượng ghi danh cao nhất trong cả nước. Nhu cầu về giáo dục đại học đã dẫn đến việc thành lập nhiều trường đại học và cao đẳng khác, cả công lập lẫn tư nhân. Trong khi nhiều trường đại học đã được thành lập ở các tỉnh lớn, khu vực vùng đô thị Băng Cốc vẫn là nơi sinh sống của đa số các tổ chức, và cảnh giáo dục đại học của thành phố vẫn đông dân cư với người không phải người Băng Cốc. Tình hình cũng không giới hạn ở giáo dục đại học. Vào những năm 1960, 60 đến 70 phần trăm những người từ 10 đến 19 tuổi đã đến Băng Cốc để học trung học. Điều này là do thiếu trường trung học ở các tỉnh và nhận thức được các tiêu chuẩn giáo dục cao hơn ở thủ đô. Mặc dù sự khác biệt này đã giảm đi rất nhiều, hàng chục nghìn sinh viên vẫn cạnh tranh cho những nơi ở các trường hàng đầu của Băng Cốc. Giáo dục từ lâu đã là một nhân tố chính trong việc tập trung của Băng Cốc và sẽ đóng một vai trò quan trọng trong những nỗ lực của chính phủ để phân cấp đất nước.

### Y tế

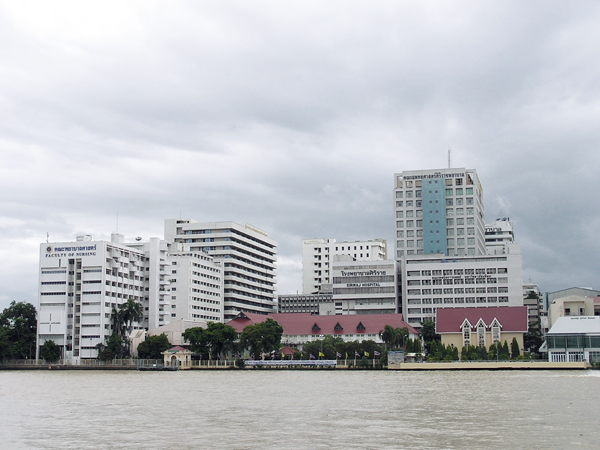
Bệnh viện Siriraj, thành lập năm 1888, là bệnh viện lâu đời nhất ở Thái Lan.

Phần lớn tài nguyên y tế của Thái Lan tập trung không cân đối ở thủ đô. Năm 2000, Băng Cốc có 39,6% bác sĩ của cả nước và tỷ lệ bác sĩ trên dân số là 1: 794, so với trung bình 1: 5,667 ở tất cả các tỉnh. Thành phố có 42 bệnh viện công, 5 trong số đó là bệnh viện đại học, 98 bệnh viện tư và 4.063 trạm y tế đã đăng ký. BMA điều hành chín bệnh viện công thông qua Sở Y tế và Sở Y tế cung cấp dịch vụ chăm sóc chính thông qua sáu mươi tám trung tâm y tế cộng đồng. Hệ thống chăm sóc sức khỏe toàn cầu của Thái Lan được thực hiện thông qua các bệnh viện công và các trung tâm y tế cũng như các nhà cung cấp tư nhân tham gia.
Các chi nhánh của trường y khoa theo định hướng nghiên cứu như Siriraj, King Chulalongkorn Memorial và Ramathibodi Hospitals là một trong những trường lớn nhất trong cả nước, và là trung tâm chăm sóc đại học, được giới thiệu từ các vùng xa xôi của đất nước. Gần đây, đặc biệt là trong khu vực tư nhân, đã có nhiều sự tăng trưởng trong ngành du lịch y tế, với các bệnh viện như Bumrungrad và Bệnh viện Băng Cốc, trong số những người khác, cung cấp dịch vụ đặc biệt phục vụ cho người nước ngoài. Ước tính có khoảng 200.000 du khách y tế đến thăm Thái Lan vào năm 2011, khiến Băng Cốc trở thành điểm đến phổ biến nhất trên toàn cầu về du lịch y tế.

## Tội phạm và sự an toàn
Băng Cốc có tỷ lệ tội phạm tương đối vừa phải khi so sánh với các đô thị khác trên toàn thế giới. Tai nạn giao thông là một mối nguy hiểm lớn, trong khi thiên tai rất hiếm. Các đợt gián đoạn chính trị bất ổn và các cuộc tấn công khủng bố không thường xuyên đã dẫn đến thiệt hại về cuộc sống.
Mặc dù các mối đe dọa tội phạm ở Băng Cốc là tương đối thấp, các tội phạm phi đối đầu của cơ hội như móc túi, lấy cắp ví, và gian lận thẻ tín dụng xảy ra với tần suất khá thường xuyên. Tăng trưởng của Băng Cốc từ những năm 1960 đã được theo sau bởi tỷ lệ tội phạm gia tăng một phần do đô thị hóa, di cư, thất nghiệp và nghèo đói. Vào cuối những năm 1980, tỷ lệ tội phạm của Băng Cốc là khoảng bốn lần so với phần còn lại của đất nước. Cảnh sát từ lâu đã bận tâm với các tội phạm trên đường phố, từ tấn công đến tấn công và giết người. Những năm 1990 chứng kiến sự xuất hiện của hành vi trộm cắp xe và tội phạm có tổ chức, đặc biệt là bởi các băng nhóm nước ngoài. Buôn bán ma túy, đặc biệt là thuốc viên ya ba methamphetamine, cũng mãn tính.
Theo thống kê của cảnh sát, vụ khiếu nại phổ biến nhất mà Cục Cảnh sát vùng đô thị nhận được trong năm 2010 là phá hoại nhà cửa, với 12.347 trường hợp. Tiếp theo là 5.504 vụ trộm xe máy, 3.694 vụ tấn công và 2.836 vụ tham ô. Các tội phạm nghiêm trọng bao gồm 183 vụ giết người, 81 vụ cướp băng đảng, 265 vụ cướp, 1 vụ bắt cóc và 9 vụ án hỏa hoạn. Các tội phạm chống lại nhà nước là phổ biến hơn nhiều, và bao gồm 54.068 trường hợp liên quan đến ma túy, 17.239 trường hợp liên quan đến mại dâm và 8,634 liên quan đến cờ bạc. Khảo sát nạn nhân tội phạm Thái Lan do Văn phòng Tư pháp của Bộ Tư pháp thực hiện cho thấy 2,7% số hộ được khảo sát là nạn nhân của tội phạm năm 2007. Trong số này, 96,1% là tội ác gây hại tài sản, 2,6% là tội ác đe dọa sự sống và cơ thể, và 1,4% là tội phạm liên quan đến thông tin.
Các cuộc biểu tình và phản đối chính trị rất phổ biến ở Băng Cốc. Trong khi hầu hết các sự kiện từ năm 1992 đã được hòa bình, hàng loạt các cuộc biểu tình từ năm 2006 thường trở nên bạo lực. Các cuộc biểu tình trong tháng 3 và tháng 5 năm 2010 kết thúc bằng một cuộc đàn áp trong đó 92 người tham gia đã bị giết, bao gồm những người biểu tình vũ trang và không vũ trang, lực lượng an ninh, dân thường và nhà báo. Sự cố khủng bố cũng đã xảy ra ở Băng Cốc, đáng chú ý nhất là vụ đánh bom Băng Cốc 2015 tại đền Erawan, và cũng là một loạt các vụ đánh bom vào đêm giao thừa 2006–07.
Tai nạn giao thông là một mối nguy hiểm lớn ở Băng Cốc. Có 37.985 vụ tai nạn xảy ra trong thành phố năm 2010, dẫn đến 16.602 người bị thương và 456 người chết cũng như 426,42 triệu baht thiệt hại. Tuy nhiên, tỷ lệ tai nạn chết người thấp hơn nhiều so với phần còn lại của Thái Lan. Trong khi tai nạn ở Băng Cốc lên đến 50,9 phần trăm của cả nước, chỉ có 6,2 phần trăm tử vong xảy ra trong thành phố. Một nguy cơ sức khỏe cộng đồng nghiêm trọng khác đến từ những con chó đi lạc của Băng Cốc. Lên đến 300.000 con chó ước tính đi lang thang trên đường phố của thành phố, và nạn chó cắn là một trong những thương tích phổ biến nhất được điều trị trong các phòng cấp cứu của bệnh viện thành phố. Bệnh dại là phổ biến trong số chó đi lạc, khiến việc điều trị vết chó cắn gây ra một gánh nặng cho cộng đồng.

## Giao thông

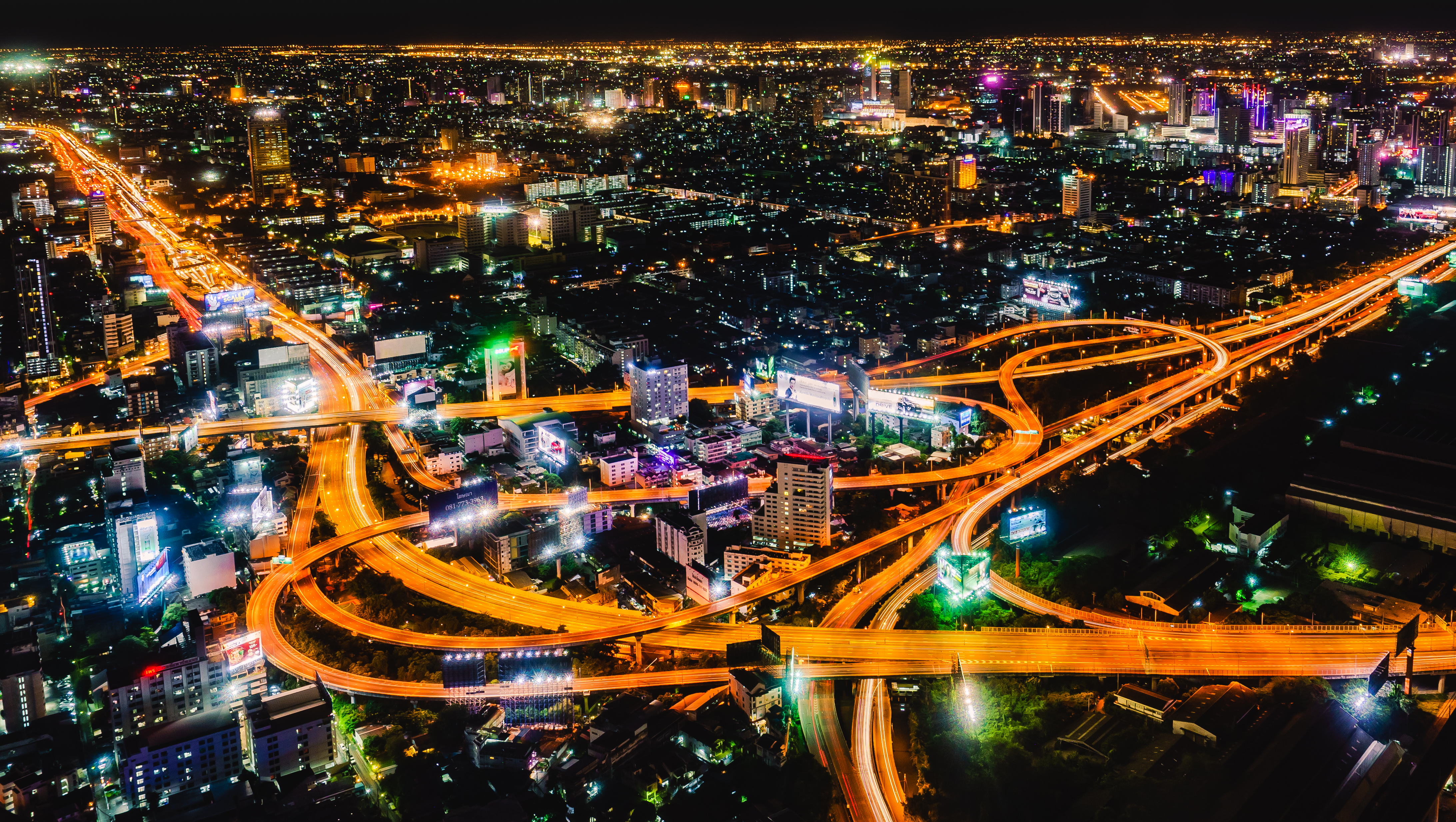
Đèn đường và đèn pha chiếu sáng nổi bật trên đường cao tốc Makkasan trong hệ thống cao tốc ở vùng đô thị Băng Cốc. Đường cao tốc này là con đường lưu thông của hơn 1,5 triệu xe một ngày.

Một hệ thống kênh rạch (khlong) chằng chịt đã làm cho thành phố được gọi là "Venice phương Đông" vào lúc mà để đi lại người ta toàn phải dùng xuồng. Ngày nay phần lớn các con kênh đều được lấp để biến thành các con đường giao thông lớn. Băng Cốc là một thành phố nổi tiếng về kẹt xe. Tuy có hệ thống giao thông dày đặc và hoàn thiện, thế nhưng thủ đô Băng Cốc vẫn nhức nhối với nạn tắc đường. Ngoài ra, sự chênh lệch giàu nghèo khá rõ nét, ô nhiễm môi trường và hệ thống cây xanh yếu kém trong nội ô.

### Đường bộ
Giao thông trên đường bộ là phương thức đi lại chính ở Băng Cốc. Do sự phát triển hữu cơ của thành phố, các đường phố của nó không theo một cấu trúc lưới có tổ chức. Bốn mươi tám con đường chính kết nối các khu vực khác nhau của thành phố, phân nhánh thành các đường phố nhỏ hơn và làn đường (soi) phục vụ các khu phố địa phương. Mười một cây cầu bắc qua sông Chao Phraya hai bên của thành phố, trong khi một số tuyến đường cao tốc đưa lưu lượng vào và ra khỏi trung tâm thành phố và liên kết với các tỉnh lân cận.

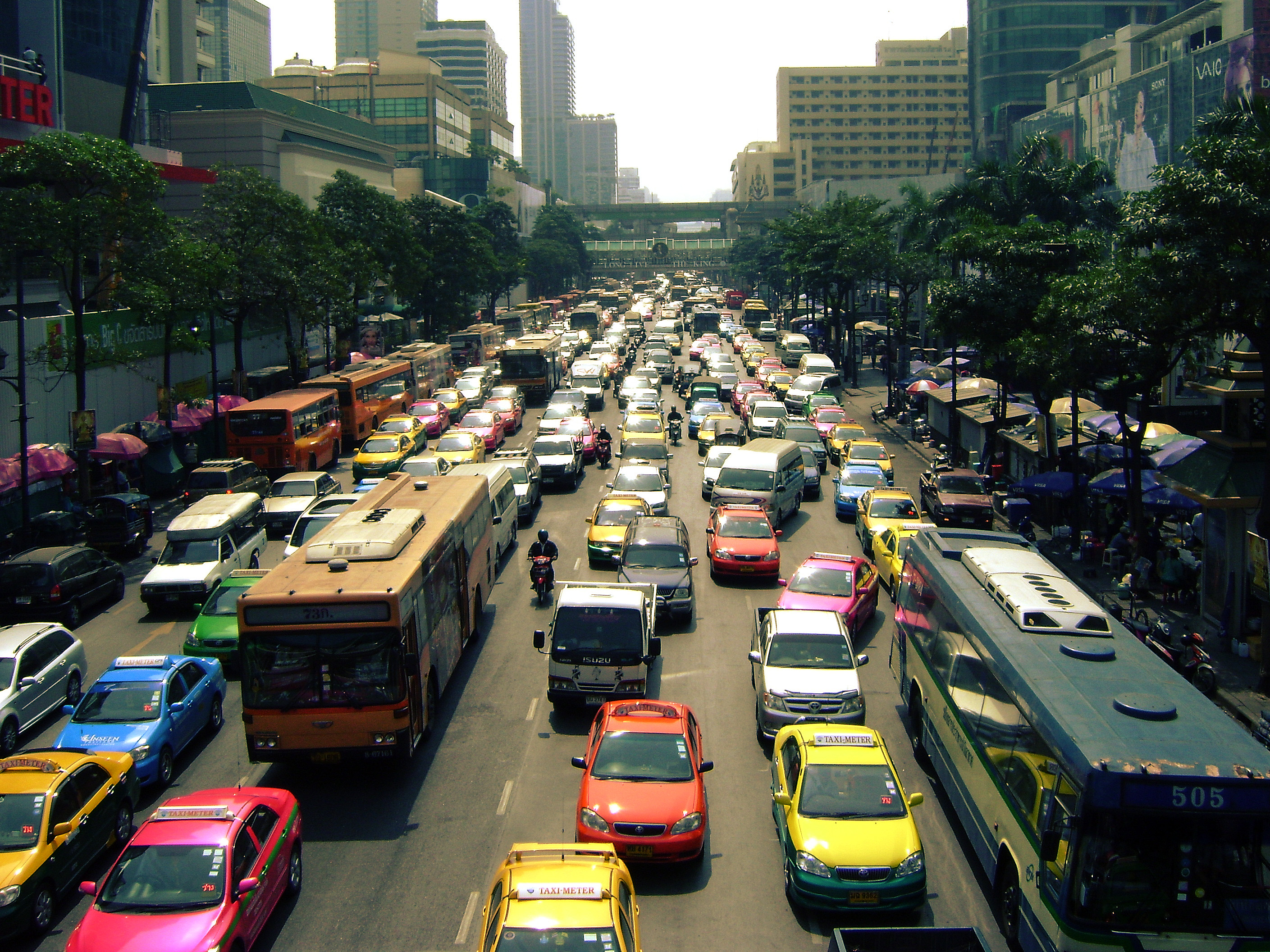
Kẹt xe trên đường Ratchadamri, điều luôn xảy ra hằng ngày ở Băng Cốc.

Sự tăng trưởng nhanh chóng của Băng Cốc trong những năm 1980 đã dẫn đến sự gia tăng mạnh về quyền sở hữu xe và nhu cầu giao thông, kể từ đó tiếp tục - năm 2006 có 3.943.211 xe đang sử dụng tại Băng Cốc, trong đó 37,6% là xe hơi tư nhân và 32,9% là xe máy. Sự gia tăng này, khi đối mặt với khả năng vận chuyển hạn chế, gây ra tình trạng ách tắc giao thông nghiêm trọng vào đầu những năm 1990. Mức độ của vấn đề trầm trọng đến mức từng có vụ việc Cảnh sát giao thông Thái Lan có một đơn vị cán bộ được đào tạo ở nữ hộ sinh cơ bản để hỗ trợ việc giao hàng mà không thể đến bệnh viện kịp thời. Trong khi diện tích bề mặt đường hạn chế của Băng Cốc (8%, so với 20-30% ở hầu hết các thành phố phương Tây) thường được coi là nguyên nhân chính gây ách tắc giao thông, các yếu tố khác, bao gồm tỷ lệ sở hữu xe cao so với mức thu nhập, hệ thống giao thông công cộng không đầy đủ và thiếu quản lý nhu cầu vận tải, cũng đóng một vai trò. Những nỗ lực để giảm bớt vấn đề đã bao gồm việc xây dựng các nút giao cắt và một hệ thống đường cao tốc mở rộng, cũng như tạo ra một số hệ thống vận chuyển nhanh mới. Tuy nhiên, điều kiện giao thông tổng thể của thành phố vẫn còn kém.
Giao thông là nguồn ô nhiễm không khí chính ở Băng Cốc, đã đạt đến mức độ nghiêm trọng trong những năm 1990. Nhưng những nỗ lực để cải thiện chất lượng không khí bằng cách cải thiện chất lượng nhiên liệu và thực thi các tiêu chuẩn khí thải đã cải thiện rõ rệt vấn đề vào những năm 2000. Nồng độ hạt vật chất khí quyển giảm từ 81 microgram trên mét khối năm 1997 xuống còn 43 vào năm 2007. Tuy nhiên, việc tăng số lượng xe và thiếu các nỗ lực kiểm soát ô nhiễm liên tục đe dọa sự đảo ngược thành công trong quá khứ. Vào tháng 1 - tháng 2 năm 2018, điều kiện thời tiết đã gây ra các cơn khói mù che phủ thành phố, với các hạt vật chất dưới 2,5 micromet (PM2.5) tăng lên đến mức không lành mạnh trong vài ngày kết thúc.
Mặc dù BMA đã tạo ra ba mươi tuyến đường xe đạp được ký kết dọc theo một số con đường có tổng cộng 230 km (140 dặm), hình thức đi xe đạp vẫn còn phần lớn không thực tế, đặc biệt là ở trung tâm thành phố. Hầu hết các làn đường dành cho xe đạp này đều dùng chung vỉa hè với người đi bộ. Bảo trì bề mặt kém, lấn chiếm bởi người bán hàng rong và các nhà cung cấp đường phố, và một môi trường thù địch cho người đi xe đạp và người đi bộ. Nhìn chung đi xe đạp và đi bộ những phương pháp không được ưa chuộng ở Băng Cốc.

### Đường sắt

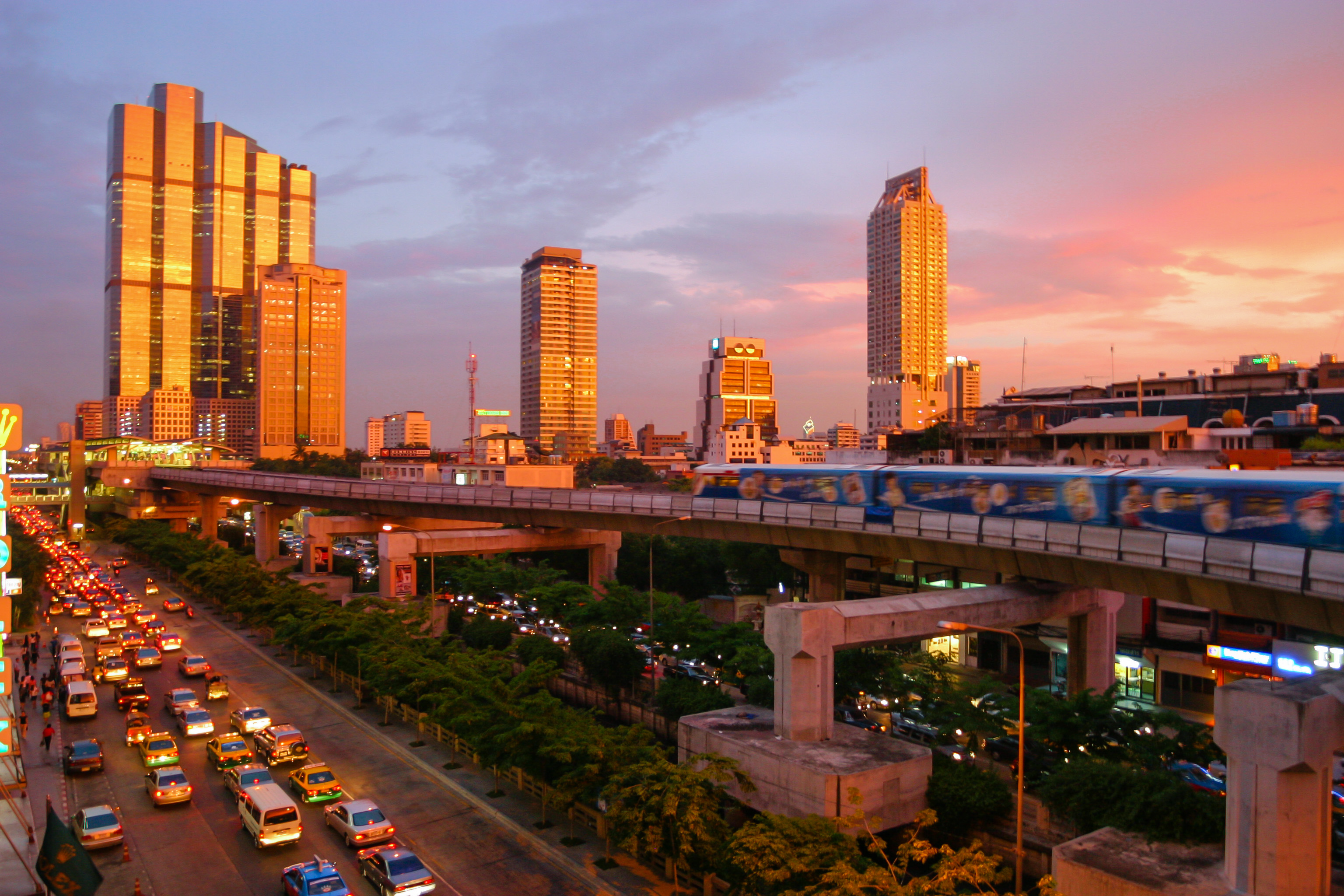
Đường tàu trên không ở Băng Cốc lúc hoàng hôn

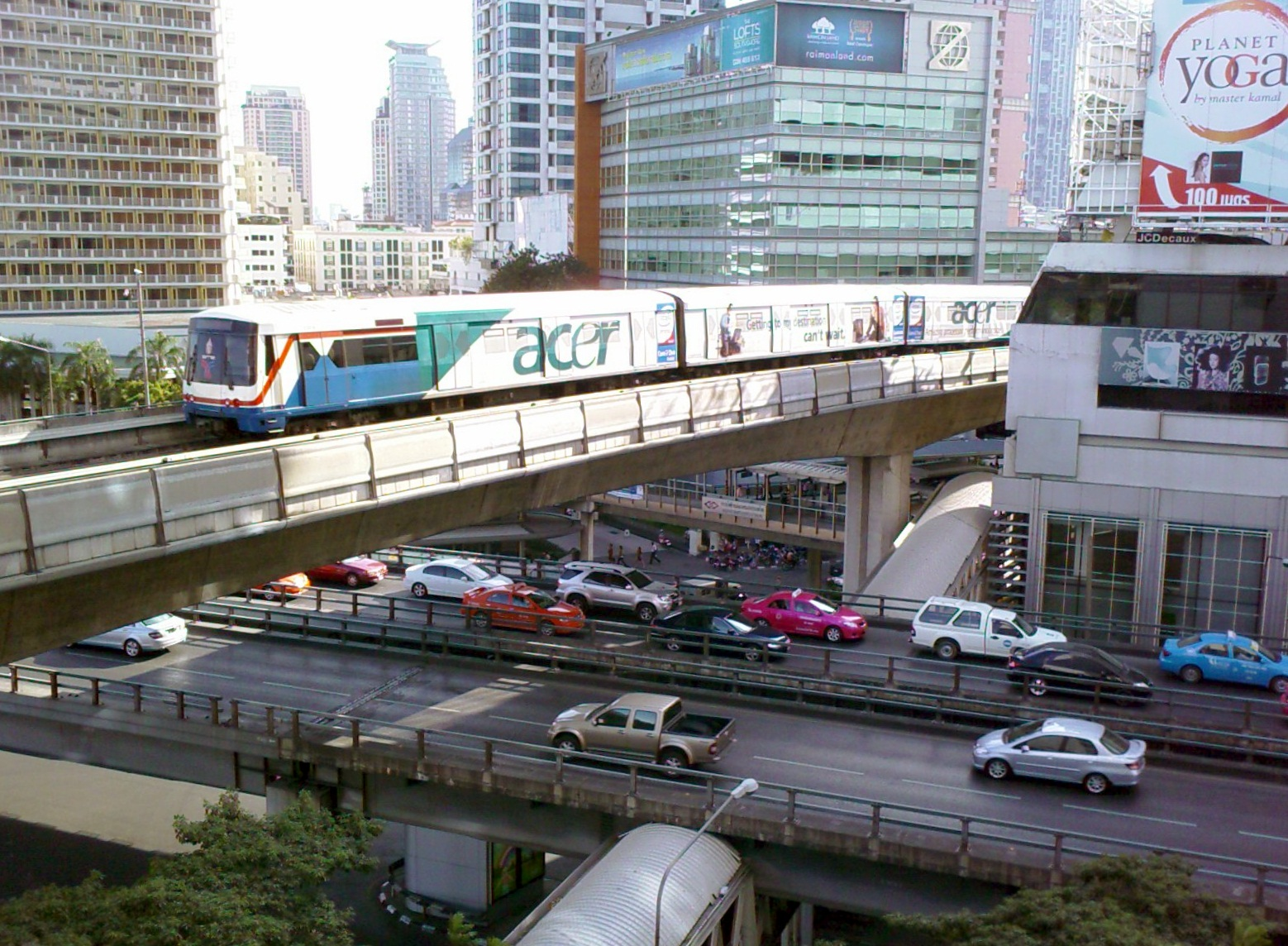
Một đoàn tàu trên không đang đi qua trung tâm thành phố.

Băng Cốc có ga Hua Lamphong là đầu cuối chính của mạng lưới đường sắt quốc gia do Đường sắt của Thái Lan (SRT) điều hành. Ngoài các dịch vụ đường dài, SRT còn vận hành một số chuyến tàu điện hàng ngày chạy từ và đến ngoại ô thành phố trong giờ cao điểm.
Băng Cốc hiện đang được phục vụ bởi ba hệ thống vận chuyển nhanh: BTS Skytrain, tàu điện ngầm và tuyến đường sắt cao tốc sân bay. Mặc dù các đề xuất cho sự phát triển vận chuyển nhanh ở Băng Cốc đã được thực hiện từ năm 1975, chỉ đến năm 1999 BTS mới bắt đầu hoạt động.
BTS bao gồm hai tuyến, Sukhumvit và Silom, với 30 trạm dọc theo 30,95 km (19,23 dặm). Tàu điện ngầm mở cho sử dụng vào tháng 7 năm 2004, và hiện nay bao gồm hai tuyến, Blue Line và Purple Line. Liên kết Đường sắt sân bay mở cửa vào tháng 8 năm 2010 kết nối trung tâm thành phố với Sân bay Suvarnabhumi về phía Đông. Tuyến đường này có 8 trạm dừng chân trong khoảng cách 28 km (17 dặm).
Mặc dù số lượng hành khách ban đầu thấp và khu vực dịch vụ của họ vẫn còn hạn chế đối với thành phố nội thành, nhưng những hệ thống này đã trở nên không thể thiếu đối với nhiều người đi làm. BTS đã báo cáo trung bình 600.000 chuyến đi hàng ngày vào năm 2012, trong khi tàu điện ngầm MRT có 240.000 hành khách mỗi ngày.
Đến năm 2016, công việc xây dựng đang được tiến hành để mở rộng BTS và MRT, cũng như một số tuyến đường chuyển tiếp khác, bao gồm đường ray xe điện commuter có đèn pha màu. Toàn bộ Kế hoạch tổng thể Mass Rapid Transit ở vùng đô thị Băng Cốc bao gồm tám tuyến chính và bốn tuyến đường cấp nước tổng cộng 508 km (316 dặm) sẽ được hoàn thành vào năm 2029. Ngoài các tuyến đường sắt nhanh và đường sắt lớn, đã có đề xuất cho một số tuyến đơn hệ thống.

### Xe buýt và taxi

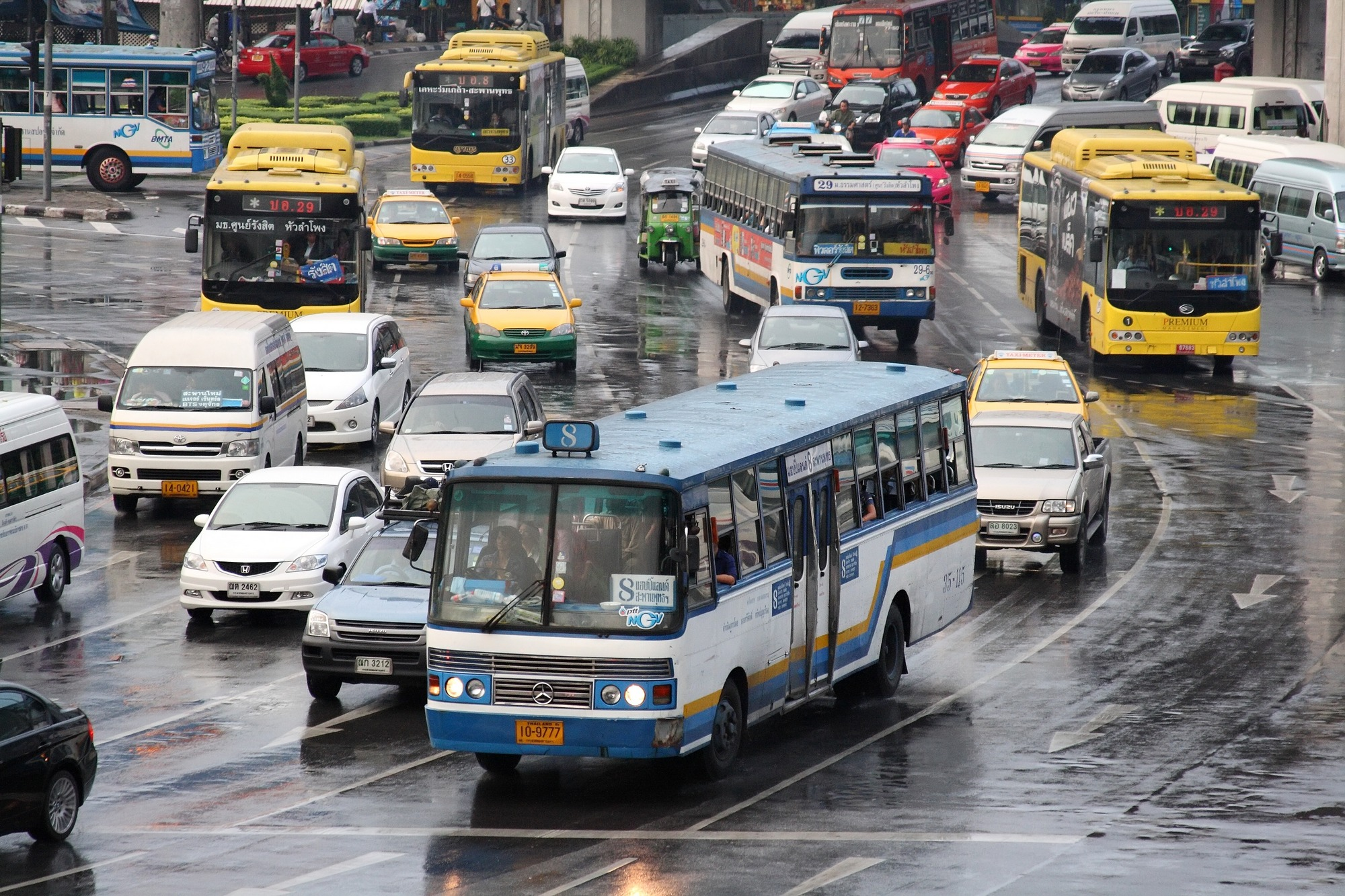
Xe buýt và taxi đi trên con đường riêng qua Tượng đài Dân chủ Băng Cốc

Băng Cốc có một mạng lưới xe buýt rộng rãi cung cấp các dịch vụ vận tải địa phương trong toàn vùng đô thị. Cơ quan quản lý vận tải quốc tế Băng Cốc (BMTA) hoạt động độc quyền về các dịch vụ xe buýt, với những sự nhượng bộ đáng kể cho các nhà khai thác tư nhân. Xe buýt, xe buýt nhỏ gọn hoạt động trên tổng số 470 tuyến đường trong khu vực. Hệ thống chuyển tuyến xe buýt riêng biệt của BMA đã hoạt động từ năm 2010. Được biết đến đơn giản là BRT, hệ thống hiện nay bao gồm một tuyến duy nhất chạy từ khu kinh doanh tại Sathon đến Ratchaphruek ở phía tây của thành phố. Công ty TNHH Vận tải là một đối tác đường dài của BMTA, với các dịch vụ đến tất cả các tỉnh ngoài Băng Cốc.
Taxi được phổ biến ở Băng Cốc, và là một hình thức vận chuyển phổ biến. Tính đến tháng 8 năm 2012, có 106.050 xe ô tô, 58.276 xe máy và 8.996 xe ba bánh gắn máy tuk-tuk đã được đăng ký tích luỹ để sử dụng làm taxi. Hãng xe Meter đã được quy hoạch trở thành một hãng xe taxi kể từ năm 1992, trong khi giá vé tuk-tuk thường được thương lượng. Taxi xe máy hoạt động từ các cấp quản lý, với giá vé cố định hoặc thương lượng, và thường được sử dụng cho các chuyến đi tương đối ngắn.
Mặc dù phổ biến, taxi đã có tiếng tồi trong việc thường xuyên từ chối hành khách nếu tuyến đường khách yêu cầu không thuận tiện cho việc lái xe. Taxi xe máy trước đây không được kiểm soát và bị tống tiền bởi những băng đảng tội phạm có tổ chức. Kể từ năm 2003, chính phủ yêu cầu các xe taxi cần phải được đăng ký và cấp phép, và người lái xe bây giờ mặc áo ghi số đặc biệt chỉ định khu vực đăng ký của họ và nơi họ được phép chấp nhận hành khách.

### Đường thủy

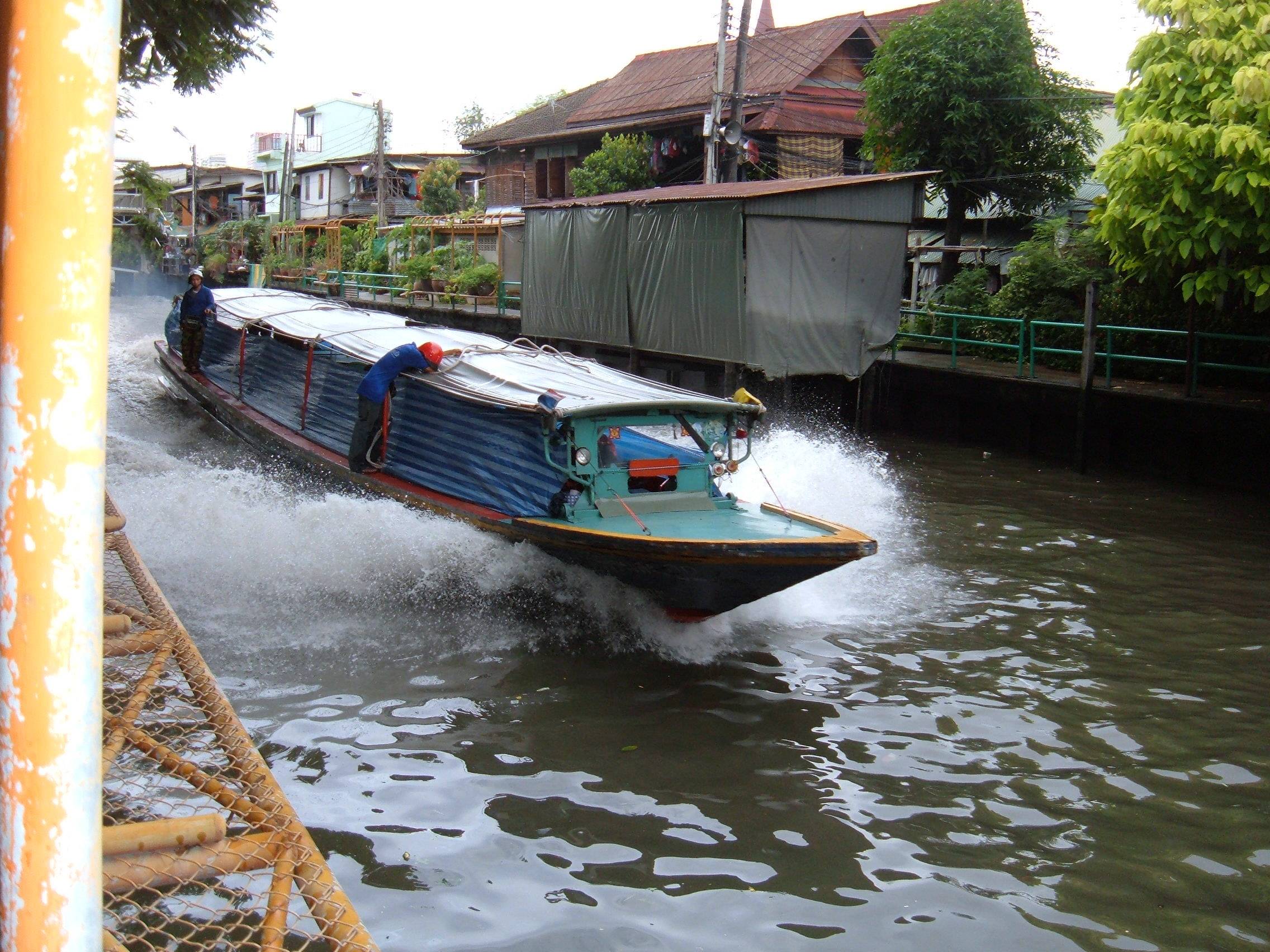
Một chiếc buýt sông Khlong Saen Saep có thể chở 50,000 hành khách mỗi ngày.

Mặc dù đã giảm sút nhiều so với sự nổi bật trong quá khứ, vận tải đường thủy vẫn đóng vai trò quan trọng ở Băng Cốc cũng như các tỉnh thượng nguồn và hạ lưu. Một số xe buýt sông phục vụ hành khách mỗi ngày. Chiếc tàu cao tốc Chao Phraya phục vụ 34 tuyến dừng dọc theo sông, mỗi chuyến vận chuyển trung bình 35.586 hành khách / ngày trong năm 2010, trong khi dịch vụ tàu thuyền Khlong Saen Saep nhỏ hơn phục vụ 27 bến trên kênh Saen Saep với 57.557 hành khách hàng ngày. Các thuyền buồm dài hoạt động trên mười lăm tuyến đường thường xuyên trên sông Chao Phraya, và phà chở khách ở ba mươi hai đoạn sông đã phục vụ trung bình 136.927 hành khách hàng ngày trong năm 2010.

### Hàng không
Sân bay quốc tế Băng Cốc, thường gọi là "Don Mueang", đây từng là sân bay bận rộn nhất ở Đông Nam Á, nằm ở phía bắc thành phố. Sân bay này ngày nay chỉ phục vụ các chuyến bay từ Hà Nội và Thành phố Hồ Chí Minh tới Băng Cốc của hai hãng giá rẻ Nok Air và AirAsia và phục vụ các chuyến bay nội địa của Thái Lan, xây từ năm 1919. Hiện nay, sân bay quốc tế Suvarnabhumi mới xây năm 2006 đã thay thế Don Mueang để trở thành sân bay lớn nhất Thái Lan, và tham vọng vượt qua cả Sân bay Quốc tế Changi Singapore của Singapore.

## Thể thao

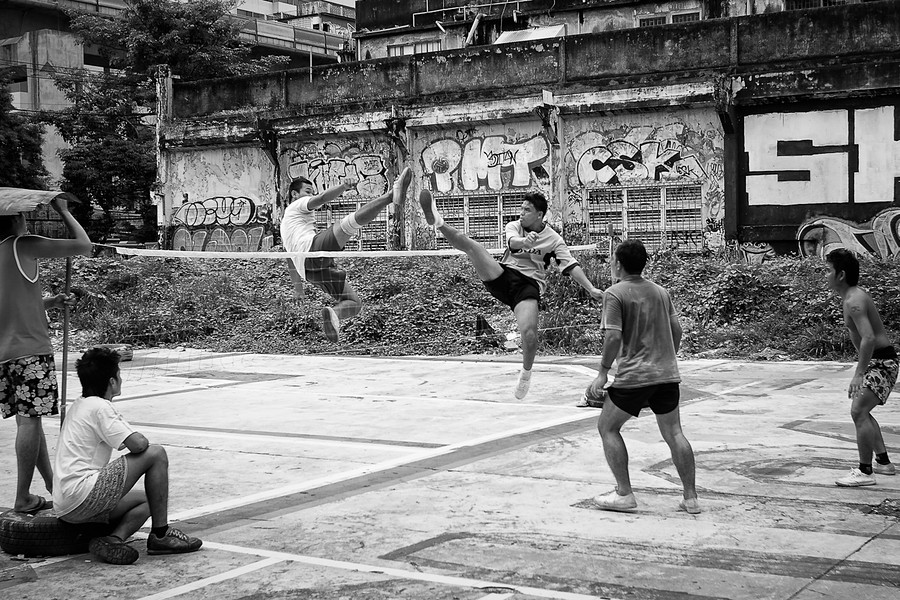
Trò chơi cầu mây có thể được phát hiện khắp các công viên và đường phố của Băng Cốc.

Băng Cốc hiện đại đã phát triển một nền văn hóa thể thao mạnh mẽ. Trong khi các trận đấu boxing và Muay Thái tại sân vận động Rajadamnern và Lumpini được thường xuyên phát sóng trên truyền hình, môn thể thao chủ yếu của thành phố là bóng đá. Một số giải đấu trong nước và giải đấu nước ngoài, đặc biệt là Giải bóng đá Ngoại hạng Anh, có số lượng lớn người theo dõi ở Băng Cốc cũng như các trung tâm đô thị khác của Thái Lan. Trong những năm gần đây, giải bóng đá vô địch quốc gia Thái Lan (còn được gọi là Thai League) đã được phổ biến. Police Tero F.C. có trụ sở tại Băng Cốc và Muangthong United có trụ sở tại Nonthaburi thuộc khu vực vùng đô thị Băng Cốc là những câu lạc bộ bóng đá hàng đầu, ngoài ra còn có một số câu lạc bộ chuyên nghiệp khác như Băng Cốc Glass hay Băng Cốc United cũng đang thi đấu ở Thai League.
Trong khi cầu mây có thể được chơi trong không gian mở trên toàn thành phố, đặc biệt là bởi các lớp học làm việc, bóng đá và các môn thể thao hiện đại khác bây giờ là nhiều hơn các chỉ tiêu. Các môn thể thao phương Tây đã được giới thiệu trong thời gian trị vì của Vua Chulalongkorn, và ban đầu chỉ dành cho những đặc quyền. Tình trạng như vậy vẫn liên quan đến một số môn thể thao. Golf phổ biến trong giới thượng lưu, và trong khi các câu lạc bộ nổi tiếng hơn của Thái Lan là ở nông thôn, có một số khóa học ở Băng Cốc chính nó. Cưỡi ngựa diễn ra trong một vài câu lạc bộ độc quyền trong thành phố. Đua ngựa là rất phổ biến ở Băng Cốc và cá cược đua ngựa là hợp pháp. Có hai trường đua ngựa ở Băng Cốc: "Royal Băng Cốc Sports Club" và "Royal Turf Club of Thailand".
Có rất nhiều cơ sở thể thao công cộng nằm trên khắp Băng Cốc. Hai trung tâm chính là khu phức hợp sân vận động Quốc gia, có từ năm 1938, và Sân vận động Quốc gia Rajamangala mới được xây dựng cho ASIAD 1998. Băng Cốc cũng đã tổ chức các sự kiện ASIAD vào năm 1966, 1970 và 1978. Thành phố này là nơi tổ chức các Đại hội Thể thao Bán đảo Đông Nam Á 1959, Universiade mùa hè 2007 và Giải vô địch bóng đá trong nhà thế giới 2012.